# 米中関係

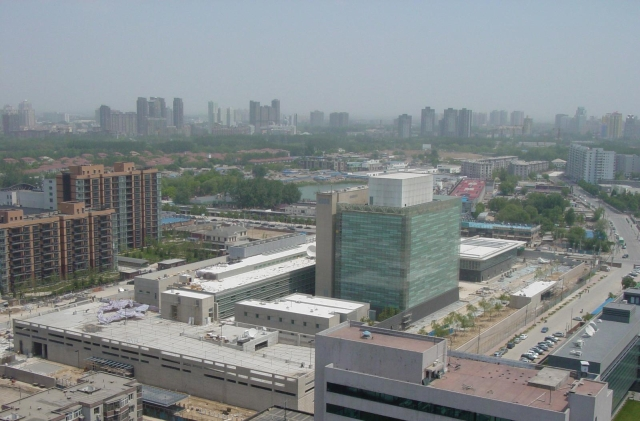
在中アメリカ大使館

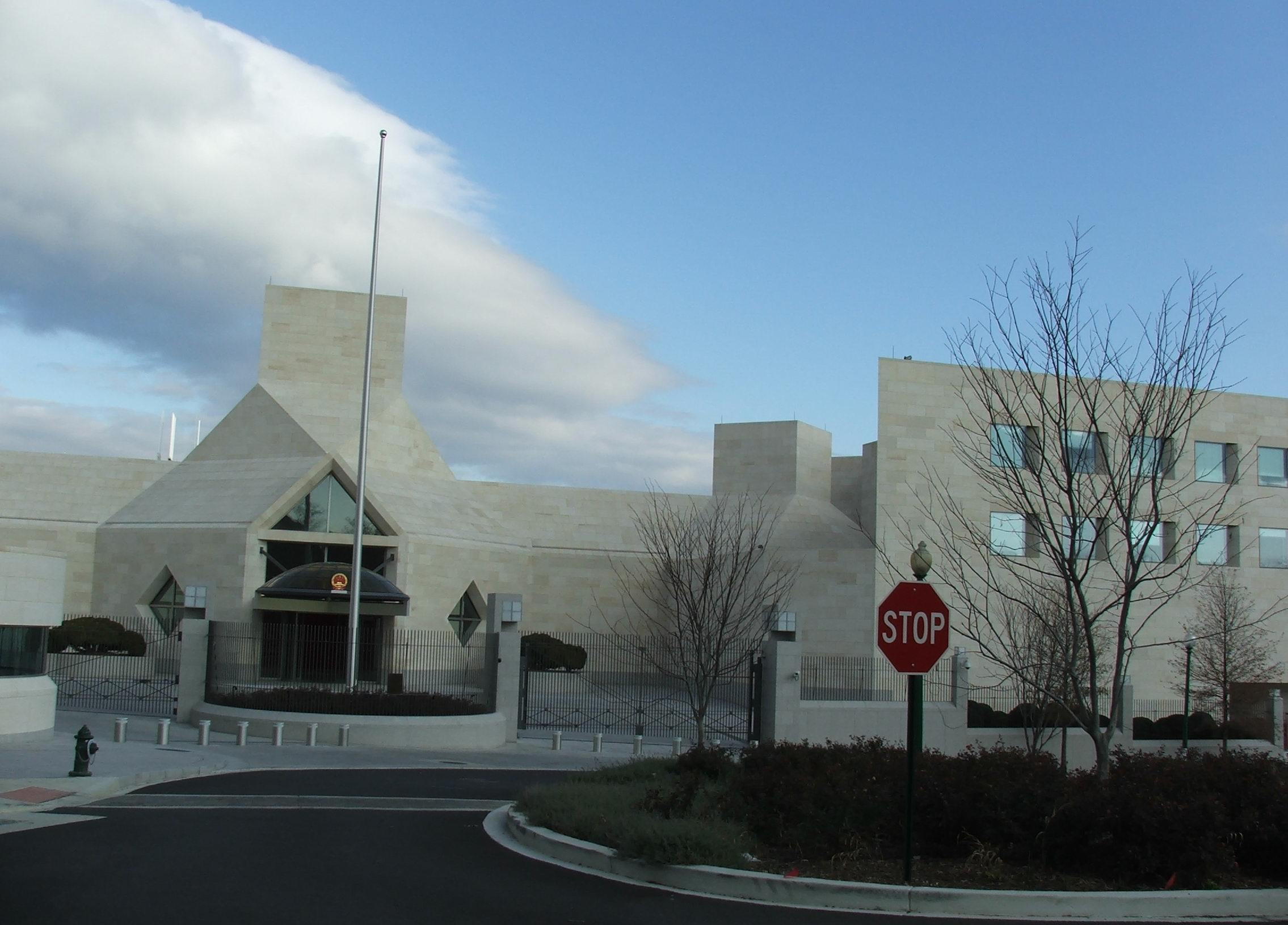
在米中国大使館

米中関係（べいちゅうかんけい、英語: United States-China Relations、中国語: 中美关系）とは、アメリカ合衆国と中華人民共和国の両国関係である。

## 概説
米中関係は複雑で多面的であり、米中関係は同盟関係でも敵対関係でも無いともいわれる。しかしこれまでのアメリカ政府と歴代政権の中国に対する融和や関与を重視する政策から強硬路線に舵を切ったトランプ政権から続く激しい米中対立の影響により事実上の敵対関係下にある。また2021年1月20日に発足し、トランプ政権から多くの政策転換を図ったバイデン政権もトランプ政権よりかはやや慎重になったが対中強硬路線を一定継承している。ホワイトハウスとアメリカ軍当局は中国を軍事的脅威とみなしており、また中国はアメリカによる力を背景にした他国への影響力拡大に不信感を示している。アントニー・ブリンケンは2021年、バイデン政権の発足に合わせた自身の国務長官就任に伴うアメリカの外交政策に関する演説で「中国との関係は必要に応じて競争的に、可能な時に協力的に、譲れない時には敵対的になるだろう」と述べ、中国を牽制した。しかし、貿易や文化など他分野ではお互いを戦略的パートナーとみなしている。

## 両国のデータ比較
|                    | アメリカ | 中国                                                                                  |
| ------------------ | --- | ------------------------------------------------------------------------------------- |
| 正式国名           | アメリカ合衆国 | 中華人民共和国                                                                        |
| 人口               | 3億2956万7756人 | 14億205万9200人                                                                       |
| 面積               | 963万㎢ | 960万㎢                                                                               |
| 通貨               | 米ドル（基軸通貨） | 人民元（基軸通貨）                                                                    |
| 首都               | ワシントンD.C. | 北京市                                                                                |
| 最大都市           | ニューヨーク | 上海市                                                                                |
| 政治体制・国家体制 | 大統領制 連邦共和国 | 総書記制 社会主義共和国                                                               |
| 最高指導者         | 大統領：ドナルド・トランプ | 中国共産党総書記：習近平                                                              |
| 最高指揮官         | 大統領：ドナルド・トランプ | 中国共産党中央軍事委員会主席：習近平                                                  |
| 国家元首           | 大統領：ドナルド・トランプ | 国家主席：習近平                                                                      |
| 副元首             | 副大統領：J・D・ヴァンス | 国家副主席：韓正                                                                      |
| 現首相             | 無し | 国務院総理：李強                                                                      |
| 国会議長           | 連邦議会下院議長：マイク・ジョンソン | 全人代常務委員長：栗戦書                                                              |
| 公用語             | 英語 （事実上） | 中国語（普通話）                                                                      |
| 宗教               | 77% キリスト教 18% 無宗教 1% 仏教 2% ユダヤ教 1% イスラム教 1% その他 | 89% 無宗教 5.5% 仏教 0.5% 道教 3% キリスト教 3% イスラム教                            |
| 人種               | 白人系アメリカ人（ヨーロッパ系アメリカ人、アラブ系アメリカ人） ヒスパニック及びラテン系アメリカ人（全ての人種） アフリカ系アメリカ人 混血 アジア系アメリカ人 ネイティブ・アメリカンまたは太平洋諸島に住むアメリカ人 | 漢民族 満洲人 ウイグル人 チベット人 モンゴル人 朝鮮人（その他は中国の少数民族を参照） |
| GDP （為替レート） | 21兆4394億ドル （1人当たり6万5111ドル） | 14兆1401億ドル （1人当たり1万98ドル）                                                 |
| GDP （購買力平価） | 21兆4394億ドル （1人当たり6万7426ドル） | 27兆3088億ドル （1人当たり2万984ドル）                                                |
| 軍事費             | 6490億ドル | 2500億ドル                                                                            |
| 核兵器数           | 6,450 | 350                                                                                   |

## 両国の国民感情
| 調査対象国     | 肯定 | 否定 | どちらでもない | 肯定-否定 |
| -------------- | ---- | ---- | -------------- | --------- |
| 日本           | 9%   | 86%  | 5              | -77       |
| スウェーデン   | 14%  | 85%  | 1              | -71       |
| オーストラリア | 15%  | 81%  | 4              | -66       |
| デンマーク     | 22%  | 75%  | 3              | -53       |
| イギリス       | 22%  | 74%  | 4              | -52       |
| アメリカ       | 22%  | 73%  | 5              | -51       |
| 韓国           | 24%  | 75%  | 1              | -51       |
| カナダ         | 23%  | 73%  | 4              | -50       |
| オランダ       | 25%  | 73%  | 2              | -48       |
| ベルギー       | 24%  | 71%  | 5              | -47       |
| ドイツ         | 25%  | 71%  | 4              | -46       |
| フランス       | 26%  | 70%  | 4              | -44       |
| スペイン       | 36%  | 63%  | 1              | -27       |
| イタリア       | 38%  | 62%  | 0              | -24       |

| 調査対象国     | 肯定 | 否定 | どちらでもない | 肯定-否定 |
| -------------- | ---- | ---- | -------------- | --------- |
| 中国           | 17%  | 74%  | 9              | -57       |
| カナダ         | 40%  | 47%  | 13             | -7        |
| オーストラリア | 43%  | 44%  | 13             | -1        |
| ロシア         | 43%  | 41%  | 16             | 2         |
| 韓国           | 47%  | 39%  | 14             | 8         |
| ドイツ         | 46%  | 37%  | 17             | 9         |
| イギリス       | 46%  | 37%  | 17             | 9         |
| フランス       | 46%  | 29%  | 25             | 17        |
| スペイン       | 51%  | 31%  | 18             | 20        |
| 日本           | 55%  | 22%  | 23             | 33        |
| イタリア       | 59%  | 26%  | 15             | 33        |
| メキシコ       | 68%  | 18%  | 14             | 50        |
| アメリカ       | 78%  | 17%  | 5              | 61        |
| ブラジル       | 74%  | 11%  | 15             | 63        |
| インド         | 79%  | 10%  | 11             | 69        |

ピュー・リサーチ・センターが定期的に実施している世界各国を対象とした対外感情に関する調査では人権意識が強いアメリカでは近年香港問題やウイグル問題・チベット問題等の人権問題の影響から中国に対する悪感情が形成されており対中・対中国人感情は否定的な回答を示している。さらに2020年にパンデミックとなった新型コロナウイルスが主要因となり中国国家安全部のシンクタンクである現代国際関係研究院は反中感情が天安門事件以来の高まりとなっていると結論づけておりアメリカにおける反中感情は過去最悪となっている。
ピュー・リサーチ・センターがアメリカ人を対象に、日本,インド,中国,北朝鮮のアジア4ヶ国に対する意識調査を行い、最っとも高い好感度を100度とし、50度は中立的、0度は最も否定的としたところ、2018年調査では、日本61度、インド51度、中国42度、北朝鮮21度である。2021年調査では、日本59度、インド48度、中国28度、北朝鮮21度であり、中国はわずか3年間の間に42度から28度まで大幅に低下している。また、共和党の方が民主党よりも中国に対して批判的であり、低学歴の方が大卒以上の高学歴よりも中国に対して批判的である。ピュー・リサーチ・センターの調査では「アメリカ成人の89%は中国をパートナーではなく、競争相手あるいは敵である」と回答している。
一方、中国の世論調査では、アメリカに対する好感度の低下もみられるとともに、61%が好ましくない見解を示した。

## 歴史

### 米清貿易からアヘン戦争を経て
米中関係は、独立戦争後の1784年に商船エンプレス・オブ・チャイナ号が清朝時代の広州に辿り着いた時から始まった。米清貿易で仲買商人は巨万の富を得、アメリカで最初の世代の億万長者となった。中国からの輸出品は消費者市場を開拓しようとする米欧商人の商売意欲をかきたてた。
その後、1842年にアヘン戦争が終結。清は南京条約を締結し、多くの港の開港を余儀なくされた。これにより米清関係の貿易は強化される一方、南京条約の効果によりイギリスの権益が拡大し、アメリカ商人の権益を圧迫するという脅威が深刻になっていた。そこで大統領のジョン・タイラーは清と望厦条約を締結し、イギリスだけでなくアメリカの治外法権も認めさせた。以降米清貿易は新たな時代を迎え、アメリカは他の列強とともに貿易で特権を得た。
1857年、アロー戦争の敗北後、咸豊帝は北京から逃れ、彼の弟である恭親王奕訢により天津条約が批准、1860年10月18日には北京条約が締結された。この条約には当時閉鎖都市であった北京へのアメリカ・フランス・イギリス・ロシアの4ヶ国公使の駐留が条件として含まれていた。

### 排華移民法

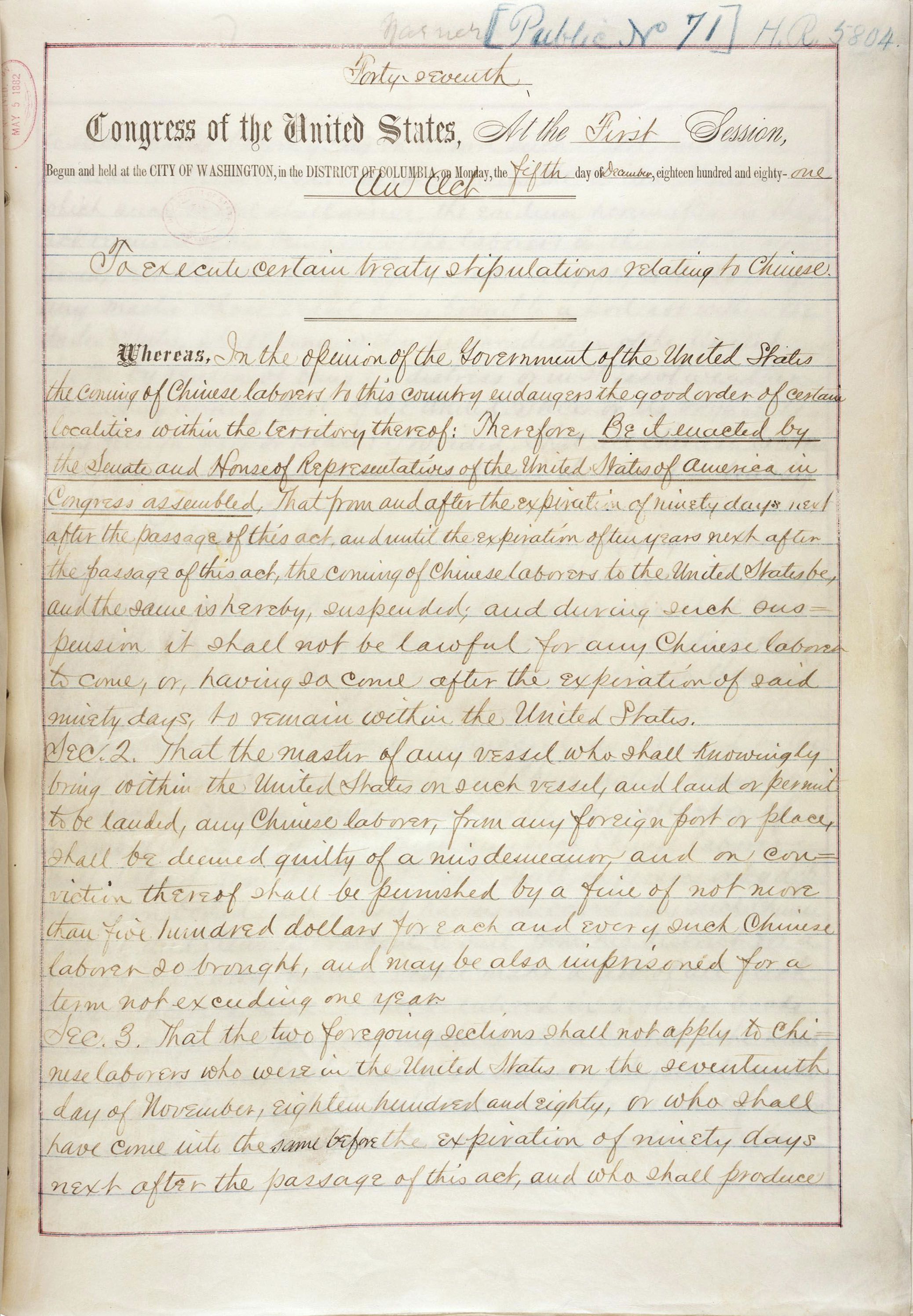
1882年に制定された排華移民法の最初のページ

カリフォルニアのゴールドラッシュや大陸横断鉄道建設の頃、中国から大量の移民がやって来たためアメリカ国民の反感を買った。南北戦争後の1870年代に景気が悪化すると、中国人の苦力によって給与水準が引き下げられていると主張したカリフォルニア労働党のデニス・カーニーとカリフォルニア州知事のジョン・ビッグラーによって反中感情が政治的に具現され、1868年の天津条約追加条約に続き、1882年5月6日、アメリカ史上初の自由移民の規制である中国人排斥法（排華移民法）としてアメリカ議会を通過した。この法案によりアメリカは移民の受け入れ停止が可能になり、鉱山などに従事する中国人は技能の有無を問わず入国拒否をうけ、投獄あるいは強制送還された。中国人は鉱山から強制的に退去させられると、サンフランシスコなどのチャイナタウンに住み、底辺職に就いた。

### 義和団の乱

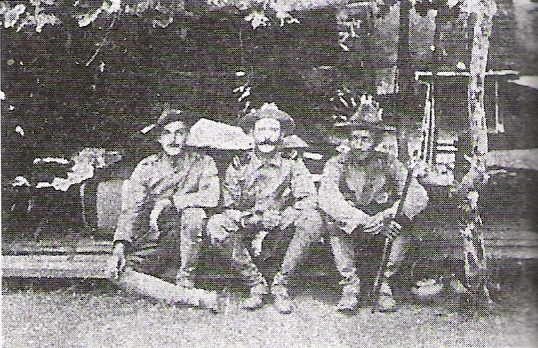
義和団の乱に於けるアメリカ軍兵。(1900年)

1899年11月、自ら義和団と称する集団が中国北部において反外国人・反帝国主義を旗印とする運動を始めた(義和団の乱)。暴動は農民運動として始まり、清を支配していると考えられていた「列強」の外国人であるキリスト教徒や風水を無視して鉄道を建設する外国人を襲撃した。1900年6月には義和団は北京に侵攻し、外国人公使や外国人230人と主に山東省と陝西省の何千人もの中国人キリスト教徒を殺害した。6月21日、西太后は米欧諸国に対し宣戦布告し、外交官・一般外国人・兵士・中国人キリスト教徒らは、日本・アメリカ・フランス・イギリス・ドイツ・イタリア・ロシア・ハンガリー帝国（現オーストリア）から成る2万人の8ヶ国連合軍が彼らを救出するために到着するまでの55日間、公使館へ避難した。この時、アメリカは米西戦争及び米比戦争のためアメリカ軍艦船及び部隊がフィリピンに展開していたため、義和団の乱の鎮圧に大きな役割を果たした。1901年9月7日まで続いた義和団の乱後、清政府は被害者への賠償と多くの譲歩を強いられ、それは辛亥革命による清朝の滅亡と中華民国の建国をもたらした。

### 門戸開放政策と世界大戦の時代
日本・アメリカ・フランス・イギリス・ドイツ・イタリア・ロシアなど19世紀末の世界の列強は清でそれぞれ勢力圏の拡大にしのぎを削っていた。1899年、アメリカ国務長官のジョン・ヘイは列強諸国に対しそれぞれの勢力圏内の条約港の自由利用と領土と行政権の清への帰属を保障することを要請する通牒を送った。列強諸国は他国が賛成しない限り認められないとはぐらかしたが、ヘイは提案が承認されたものとして受け取った。
門戸開放政策は国際的に受容されたが、1890年代後半のロシアの南下が始まり、満洲や朝鮮へ進出を始めた。アメリカとイギリスはロシアに抗議し、ロシアは両国からの政治的及び軍事的な支援を後ろ盾にした日本との戦争に発展する。
第一次世界大戦中の1915年に大隈政権は中華民国に対し「二十一ヶ条の要求」を突きつけ、連合国との間でドイツが保有する権益に関する秘密協定を結ぶことにした。台頭する日本を脅威に感じたアメリカでは1924年には排日移民法を制定した。
1931年9月18日に日本が満洲事変を起こし傀儡国家である満洲国を建国すると、アメリカは他国と共にこれを強く非難した。

### 第二次世界大戦
1937年に日中戦争（支那事変）が勃発するとフランクリン・ルーズベルト政権は蔣介石が率いる中華民国を支援した。アメリカが戦争状態にある他国を支援することを禁ずる中立法関連法案が孤立主義者の支援によって議会を通過していたが、日中戦争では両国が宣戦布告を行わなかったため、大統領のルーズベルトは中国が戦争状態にあると認めず、蔣介石に対する支援を進めた。
アメリカ紙はイギリスに比べて対中関係についての報道は比較的中立的なものであったが、プロテスタント宣教師やパール・バックのような小説家による記事はしばしばアメリカにおける反日世論の喚起に貢献した。日本軍による南京爆撃の際パナイ号事件が起こると日本は謝罪したが、日米関係は悪化した。南京事件において日本軍による残虐行為を『タイム』誌が報道し、アメリカ国内で一定の反響を呼んだ。
1941年、太平洋戦争（大東亜戦争）勃発後、中華民国は連合国として日本に対し公式に宣戦を布告する。アメリカは重慶に退却した国民政府を支援したが、蔣介石政権下の国民党軍は日本軍に対し効果的な抵抗ができていなかったため、日本軍が優勢と考えられていた。蔣介石は西安事件もあって渋々第二次国共合作を認めることになり、共産党軍は国民党軍に編入された新四軍や八路軍として米ソ両国からの軍事支援を受けた。

## 第二次世界大戦以後

### 国共内戦
1945年に第二次世界大戦が終結した後、中国国民党と中国共産党は再び国共内戦を再開した。ダグラス・マッカーサーは蔣介石に台湾を接収するよう指示し、台湾省が設置された（台湾光復）。トルーマン政権のアジア政策も対中政策を最も重要視し、大使のパトリック・ハーレーが仲介した双十協定など国共内戦の調停を成立させることによって中国の「大国化｣を達成しようとした。1946年にジョージ・マーシャルは国民党と共産党に休戦を打診するが蔣介石はこれを拒否、中国の工業および農業改革の復興を援助する計画も内戦により破綻した。国民党は着々と台湾へ移動した。この期間に台湾では二・二八事件が発生した。
第二次国共内戦において中華民国軍は敗戦を続けた後、中国共産党主席の毛沢東率いる中国人民解放軍が勝利した。毛沢東は1949年10月1日に中華人民共和国の建国を宣言、台湾を含む中国大陸全土の領有を主張した。敗北した中華民国軍は台湾に移動し、中華民国を存続させた。1950年1月5日にトルーマンは台湾不干渉声明を発表し、後に朝鮮戦争が起きるまで台湾海峡への介入を拒否した。

### 朝鮮戦争
1950年6月25日に勃発した朝鮮戦争で、米中両国は直接衝突した。ソ連の支援を受けた北朝鮮が韓国への侵攻を開始したことを受け、アメリカは国連安全保障理事会を招集し、これを非難した。拒否権を持つソ連は、国連安保理の常任理事国の座を中華人民共和国ではなく、蔣介石率いる中華民国が占めていることに抗議し、理事会をボイコットした。

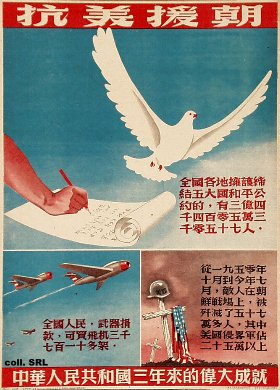
朝鮮戦争時の中華人民共和国のプロパガンダ・ポスター。「抗美援朝」（美国に抗して朝鮮を援ける）と大書されている。

当初劣勢にあった韓国は国連軍司令官のダグラス・マッカーサーによる仁川上陸作戦以後、アメリカ軍と韓国軍を中心に巻き返しを図り、1950年10月以降は大統領である李承晩の「北進統一」構想に従い、開戦前の事実上の南北朝鮮の国境線であった38°線を北上して朝鮮人民軍を追い詰め、1950年10月中に中朝国境の鴨緑江付近まで接近した。しかしながら、この国連軍の38°線北上に際し、中国軍が「中国人民志願軍」（中:抗美援朝義勇軍）として参戦し、共産主義陣営の大規模な反撃が始まった。
司令官の彭徳懐率いる中朝連合軍は、清川江に沿って人海戦術（山岳浸透戦略）で反撃、国連軍に側面から打撃を与えた。その結果、アメリカ第8軍は長期退却を余儀なくされ、アメリカ軍史上かつてない敗北を喫し、1951年1月4日にはソウルを失陥した。
1951年3月、中国が国境付近に新規兵力を移動させたため、沖縄の嘉手納基地のアメリカ空軍は臨戦態勢に入り、4月5日、統合参謀本部は中国側の新規兵力投入のための基地になっていた満洲（中国東北部）への核攻撃を要求する。大統領のトルーマンは9基のマーク4を第9空軍のもとへ移動させることを承認したが、アメリカ軍内で反対意見が多く、実際に原爆投下は行われなかった。
その後、朝鮮戦争は膠着状態が続き、1953年7月27日に休戦協定署名に至った。
なお、朝鮮戦争は公式には終結しておらず、朝鮮半島問題は米中関係での重要な地位を占めている。また、朝鮮戦争で中国の脅威を認識したアメリカは台湾海峡への不介入政策を転換させ、第一次台湾海峡危機後の1954年12月2日には米台相互防衛条約が結ばれた。
当時、アメリカはいわゆる一つの中国政策において、中華民国を中国大陸全土と台湾を支配する唯一の合法的な政府と見なし、以後1979年までの30年間、中国大陸を支配する共産党政権下の国家である中国とは国交を結ばなかった。

### ベトナム戦争
新中国はソ連と共に1950年から第一次インドシナ戦争に介入し、ホー・チ・ミンらのベトミンに対し支援を行っていた。
1962年の夏、毛沢東は北ベトナムに9万丁のライフルを供給した。
「ローリング・サンダー作戦」の開始後、中国は空軍を派遣し、アメリカ軍の空爆によって破壊された道路や鉄道を修復するために技術部隊を派兵、南ベトナム軍を駆逐するために行われた。1965年から1970年までの間に32万人を超える中国軍兵が北ベトナム軍と共にアメリカ軍と戦った。ベトナム戦争で中国軍は1446名、アメリカ軍は中国軍と北ベトナムのベトコンの合同軍との戦いで58,159名の戦死者をそれぞれ出した。

### 関係悪化
アメリカ政府は中華民国を支持して中華人民共和国の国連加盟に強く反対し、日本などの同盟諸国もアメリカ政府からの要求で中国との国交樹立には消極的な姿勢をとり続けた。またアメリカは中国に対する貿易制限を実施し、同盟国・友好国にもこれに続くよう求めた。
1964年に中国は初の原爆実験に成功した。大統領のリンドン・ジョンソンは中華人民共和国の核実験を中止させるために中国への先制攻撃も考慮していた。
1954年からアメリカは中国を承認しなかったが、アメリカ政府と中国共産党は最初にジュネーヴで行ったのを皮切りに最後はワルシャワで、136回にわたって大使級非公式協議を続けた。

## 国交正常化

### 再接近

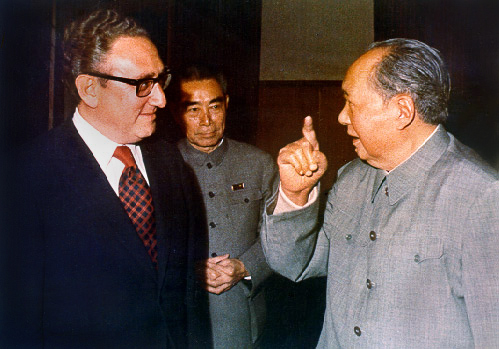
「パキスタン・ルート」で極秘訪中した際のヘンリー・キッシンジャーと中国共産党主席の毛沢東、奥は国務院総理の周恩来 （1972年）。

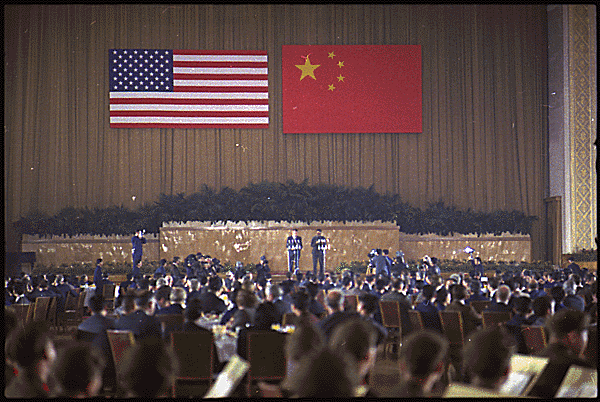
周恩来によるニクソン訪中の歓待。

米中両国は関係改善を模索していた。1969年の中ソ国境紛争で中ソ関係が悪化すると、それは中国にとって特に重要な関心事となった。中国は西側諸国と敵対していたが、指導層はアメリカとの関係を改善することはソ連の脅威に対してバランスを取るうえで有用であると考える様になった。国務院総理（首相）である周恩来はこの努力の矢面に立ったが、毛沢東の妨害に遭い不発に終わった。
アメリカでは、中国を世界の舞台から除外することは悪影響のほうが大きいという意見があった。また、ベトナム・カンボジア・ラオスなど東南アジア諸国とのつながりが強いアメリカとの連携を強めることはソ連の影響力を弱めることに繋がるという意見を持つ者もいた。泥沼化したベトナム戦争の収拾に中国を利用すべきとの見方もあり、十億の人口を誇る巨大な中国市場は大きなビジネスチャンスをアメリカにもたらすと思われていた。
民主党上院院内総務のマイケル・マンスフィールドは中国に最も関心を持っていたアメリカ人の一人であり、マンスフィールドは中国に会談の開催を呼びかけた。マンスフィールドはその案を大統領のリチャード・ニクソンと国務長官に手渡した。
ニクソンもアジア政策への関心は高く、ニクソンと国家安全保障問題担当大統領補佐官のヘンリー・キッシンジャーは中国側との接触は価値があると信じていた。ニクソンには中国との関係改善は大統領選挙に向けた国内世論にも良い材料になるという考えもあった。ニクソンは民主党議員が彼より先に中国訪問を行うことを怖れていた。
米中両国首脳の折衝はパキスタンやルーマニアが仲介地点となっていた。
1969年よりアメリカ政府は貿易や他の二国間にとって障害となる規制を中国側の要望に応じて徐々に緩和した。しかし、国交正常化の作業はインドシナ半島でのアメリカの行動のため中断された。
1971年4月6日、若いアメリカ人卓球選手グレン・コーワンは日本の名古屋で行われた第31回世界卓球選手権においてバスを乗り間違え、中国人卓球選手から手を振られた。コーワンは中国の選手は友好的な服装で、3度の男子世界チャンピオンである中国人選手荘則棟から絹で黄山がかたどられたポートレートを贈られたと語った。この行為は2人のアスリートによる純粋で自発的なものだったが、中国はこれを外交カードとして利用することにした。荘則棟は2007年に南カリフォルニア大学の米中研究所でこのことについて語った。中国情報筋によると、荘則棟とグレン・コーワンの接触と二人がDacankaoで撮った記念写真は、毛沢東の意思決定に影響を与えたとされる。彼はアメリカ人選手を中国に招くつもりは無かったが意思を変えた。のちにピンポン外交として知られるアメリカ卓球チームの中国への招待である。1971年4月10日、1949年の中国共産党による中国大陸制圧後初めて、アメリカ人が中国を公式訪問した。
1971年7月、キッシンジャーはパキスタンを訪問中に体調不良のため1日間、公に姿を現さなかった。キッシンジャーはある外交的使命を帯びて北京を極秘訪問していた。1971年7月15日、ニクソンは中国から訪問の要請があり、それを了承したことを電撃的に発表した。
この発表は世界に衝撃を与えた。アメリカでは最も強硬な反共主義者達がこの決定に反対した。しかし世論はこれを受容し、ニクソン政権の支持率はニクソンが望んだ通り急上昇した。ニクソンは反共主義者から信任を得たため「容共主義者」と呼ばれる怖れはなくなった。
中国でも外交政策において最左派の立場であった親ソ派から反対意見があった。この動きは軍首脳である林彪によって導かれていたと伝えられている。やがて林彪はソ連への亡命の途上、国内の反対世論を封じるための謀殺として後々疑われる事となるモンゴル上空謎の墜落事故でこの世を去った。
国際社会の反応は様々だった。ソ連は米中和解に深い懸念を示し、新しい世界秩序は米ソデタントに大きく貢献した。カナダとヨーロッパの同盟国の多くは既に中国を承認していたため歓迎の意向を示した。しかし、アジアの反応はもっと複雑だった。日本は発表の内容を15分前まで知らされておらず、アメリカが日本よりも中国を重視することを怖れて非常に強い不快感を示し、日本の政界は対中政策を巡って大混乱に陥る第一次ニクソン・ショックに見舞われた。間もなく日本も中国を承認し、本格的な貿易を再開した。南ベトナムと韓国は米中和解が共産主義国家との戦いにおける支援の打ち切りを意味するのではないかと懸念した。アメリカは国交正常化の作業中を通じて、これらの国々との同盟関係が損なわれるものでは無いことを保障した。
1972年2月21日から2月28日にかけてニクソンは中国を訪問し、北京,杭州,上海を回ったのち、最終日の28日に外交方針をまとめた上海コミュニケを発表した。その中で米中両国は国交正常化へ向けて連携を一層強化していくことを誓った。アメリカは台湾は中国領の一部であるとする「一つの中国」原則を認知し、両国は国交正常化の妨げとなる重要な台湾問題はさておき、開かれた貿易や連絡を行うことになった。
ニクソンの訪中から3か月後に行われたアメリカ軍による北爆再開と北ベトナムへの海上封鎖は中国側の了解を得たとされ、ベトナム共産党書記局員で機関紙編集長も務めたホアン・トゥンは「中国は『中国を攻撃さえしなければよい』とアメリカに言った」と証言している。以後、北ベトナムは中国と対立するソ連との関係を強化し、北ベトナムと中国の関係悪化は決定的になり、ベトナムは中国の同盟国であるカンボジアへ侵攻して中越戦争が勃発しており、米中両国は親ベトナムのカンプチア人民共和国ではなく、民主カンプチアを承認した。また、米中両国はアフリカやラテンアメリカで連携してキューバと敵対し、ランド研究所のマイケル・ピルズベリーの助言などによって米中両国間の軍事協力が推し進められることとなった。国交正常化の成果は安全保障に限定され、経済への影響は遅く、アメリカ製品の中国市場への参入にはあと10年を必要とした。

### 米中連絡事務所

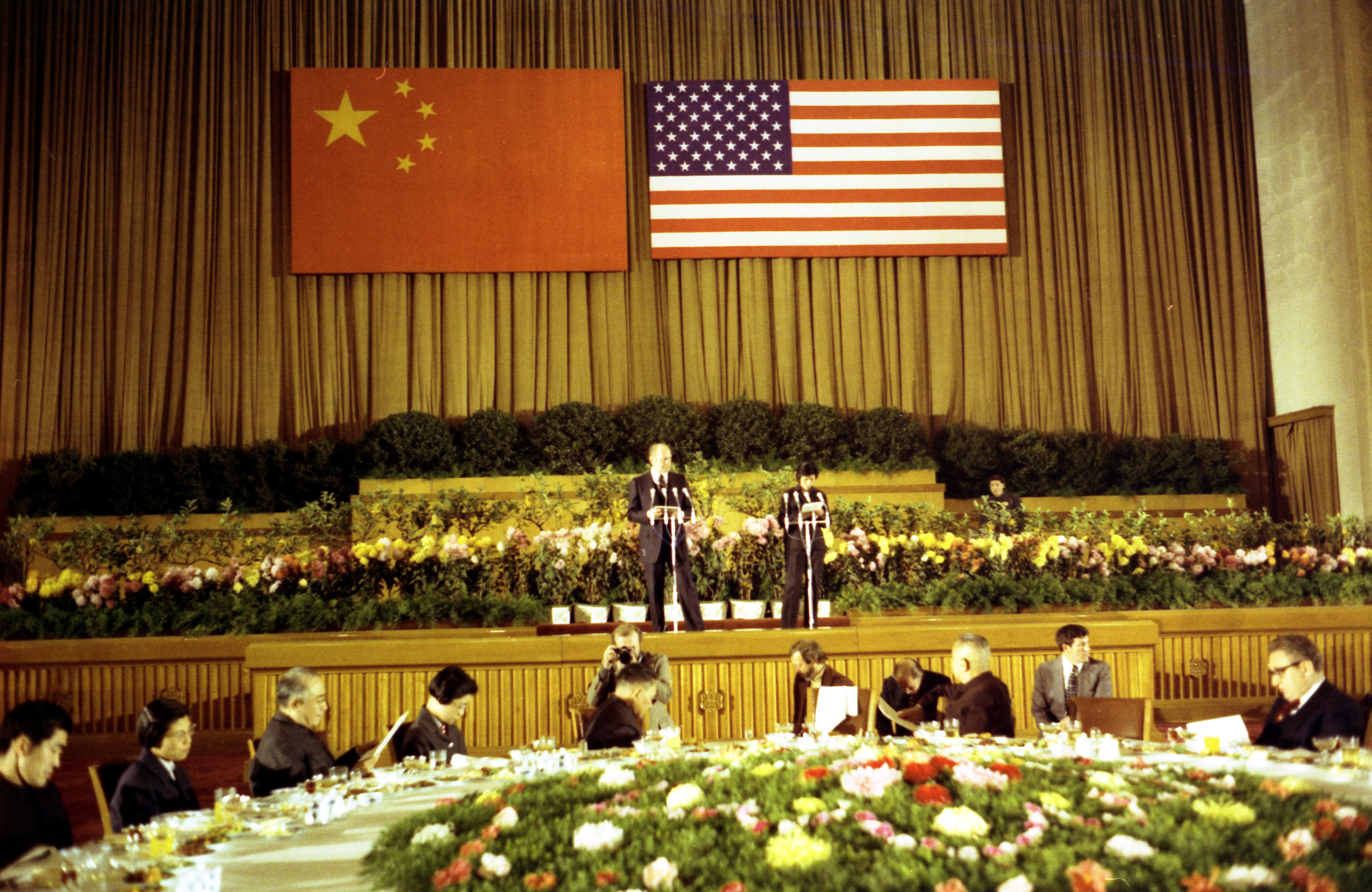
1975年に訪中した際のアメリカ大統領のジェラルド・フォード。

米中連絡事務所所長時代の後のアメリカ大統領のジョージ・H・W・ブッシュ（1975年）

1973年5月に米中両国は正式な国交を樹立するための努力の一環として、ワシントンD.C.と北京に米中連絡事務所を設立した。1973年から1978年の間にデヴィッド・K・E・ブルース、ジョージ・H・W・ブッシュ、トーマス・S・ゲイツ、レナード・ウッドコックが事務所の特命全権公使として任命された。
大統領のジェラルド・フォードが1975年に訪中し、米中関係正常化の意思を再確認し、1977年には大統領のジミー・カーターが米中共同声明の目的を再確認した。
1978年12月15日、米中両国は1979年1月に国交を樹立することを発表した。

### 国交正常化から六四天安門事件
1978年12月15日の第二次米中共同声明（アメリカと中国の外交関係樹立に関する共同コミュニケ）の合意通りに、1979年1月1日を以ってアメリカは中華民国に代わって中華人民共和国と正式な外交関係を結ぶことになった。アメリカは上海コミュニケで示した「台湾は中国の一部である」との中国側の立場を改めて確認した。中国はアメリカ(人)が台湾(人)との商業的・文化的・その他の非公式の交流を続けていくことを確認した。こうした台湾との実務的な非公式関係を保障するため、アメリカは国内法として『台湾関係法』を制定した。

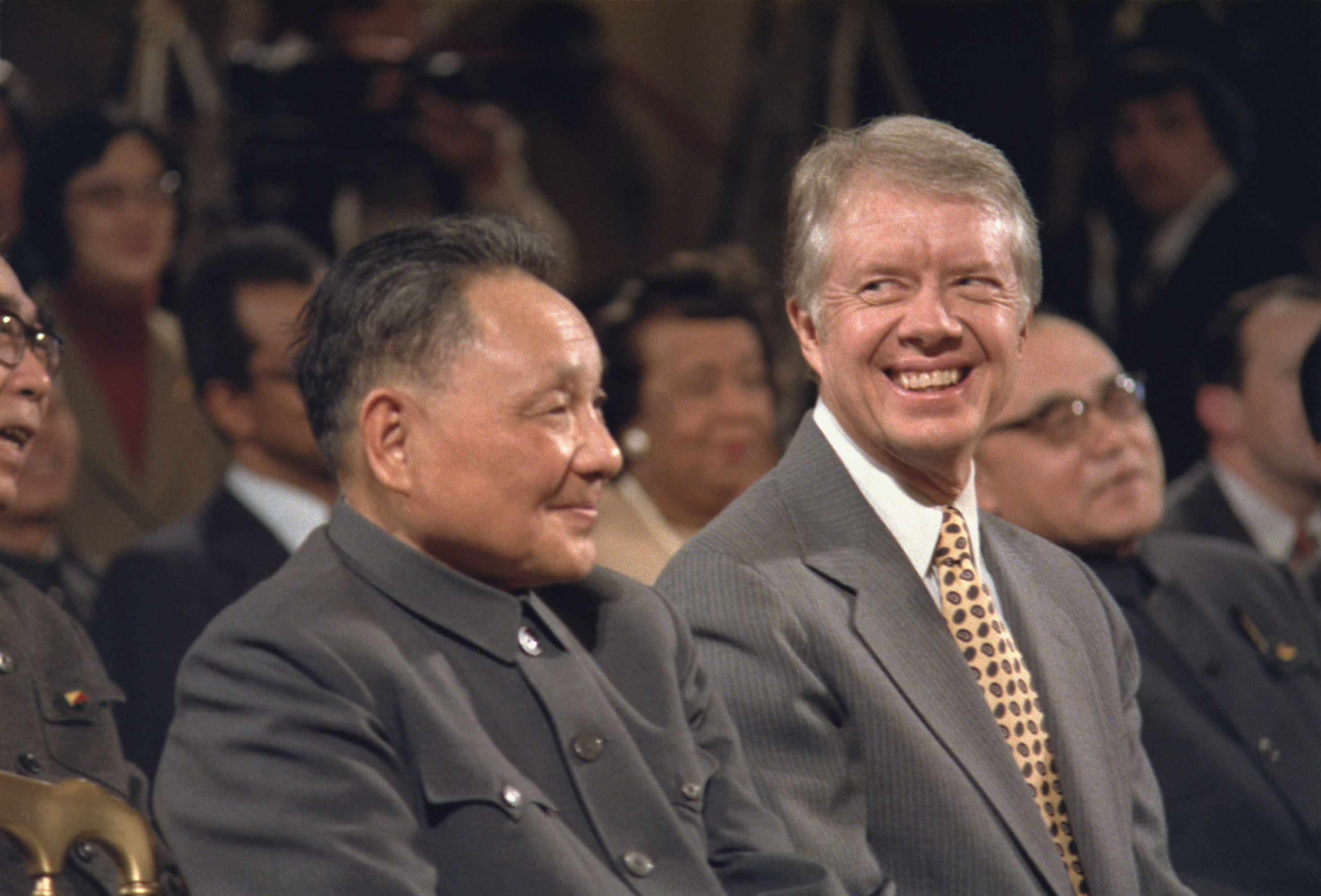
アメリカを訪問したアメリカ大統領のジミー・カーターと副首相の鄧小平。

1979年1月の中国共産党副主席・国務院副総理（副首相）である鄧小平のアメリカ訪問により両国のハイレベルな政治交流が始まり、1989年の春まで続けられた。以後科学的・技術的・文化的交流や貿易に関する二国間条約が次々と締結されていく。1979年初頭以降科学及び技術協力における合意に基づき、数百もの共同調査プロジェクトや協力計画を開始され、二国間の計画としては最大のものとなった。
1979年3月1日に米中両国はそれぞれの首都に大使館を正式に設置した。1979年には未解決の私的問題の多くが解決され、貿易に関する合意が締結された。1979年8月にアメリカ副大統領のウォルター・モンデールは党副主席・副首相である鄧小平のアメリカ訪問の返礼に中国を訪問した。この訪問をきっかけに1980年9月に二国間の領事に関する慣習・海上船舶・民間航空機の定期便就航や織物の問題について協定が結ばれた。
1980年に開始されたハイレベルな交流の結果、米中対話の話題は世界的あるいは地域的な戦略・政治・軍事・国連や他の多国間の国際機関による武器管理・国際的な麻薬問題にも及んだ。この時代はモスクワ五輪をボイコットした中国はロサンゼルス五輪には参加し、ソ連がアフガニスタンに侵攻した際にムジャヒディンを米中両国が支援したことは両国の蜜月ぶりを象徴した。
しかし、1981年に中国がアメリカの台湾への武器供与について異論を唱えると両国関係は脅威にさらされる事になる。1981年7月に国務長官のアレクサンダー・ヘイグが米台間の非公式な関係についての中国側の疑問を解決するために中国を訪問し、8ヶ月間の対話を経て1982年8月17日に第三次米中共同声明を発表した。この声明の中でアメリカは台湾への武器供与を削減していく方針を打ち出し、中国側は台湾問題を平和的に解決していく基本方針を明示した。その間の1982年5月に米中連絡事務所所長を務めた経験を持つ知中派の副大統領であるジョージ・H・W・ブッシュが中国を訪問している。また、同声明に先立つ7月14日にアメリカ大統領のレーガンは台湾総統の蔣経国に対して、台湾への武器供与の終了期日を定めない事などからなる六つの保証を伝達した。1983年の国務長官のジョージ・シュルツと国防長官のキャスパー・ワインバーガーの中国訪問後からはそれまでソ連や他の共産圏と同じグループ分類だった対中輸出管理が見直され、1984年には中国は日本並にまでグループが格上げされ、UH-60 ブラックホークやC-130などが輸出され始め、ジャガー戦車やNFV-1歩兵戦闘車、グラマン社とのFC-1やJ-8II、ロッキード社とのY-8Cの共同開発も行うまでになった。
1980年代には米中両国首脳による相互訪問が活発に行われた。1984年にアメリカ大統領のレーガンと中国国務院総理の趙紫陽が相互に訪問し、1985年7月には国家主席の李先念が外遊でアメリカを訪れた。中国首脳によるこのような訪問は初めての事だった。1985年10月にアメリカ副大統領のジョージ・H・W・ブッシュは中国を訪問し、中国で4ヶ所目となる成都のアメリカ領事館が開かれた。
1985年から1989年にかけて両国の閣僚による交流が行われ、1989年2月にアメリカ大統領のジョージ・H・W・ブッシュが中国を訪問し華を添えた。
六四天安門事件発生前まで、米中両国の民間レベルでの文化的・芸術的・教育的な交流も広く行われた。中国の公式な代表団が毎月アメリカを訪問した。これらの交流の多くは、六四天安門事件の鎮圧後も継続された。

## 天安門事件以後（1990年代）
1989年6月4日に発生した六四天安門事件でアメリカを初めとした主要国はこぞって中国における人権侵害を非難し、アメリカは高レベル交流を中止し、対中武器禁輸及び経済制裁を科した。翌1990年夏のヒューストン・サミットでG7各国は中国に対し政治及び経済・人権の状況改善を強く求める声明を発表した。
六四天安門事件は米中貿易に暗雲を落とし、アメリカの対中投資は劇的に減少した。1989年6月5日及び20日、アメリカ政府は政治的抑圧のため、予定されていた貿易及び投資計画を凍結することを発表し、以下のような制裁法案が制定された。
- TDA（アメリカ貿易開発庁） - 1989年6月から2001年1月にまでビル・クリントンによって解除されるまで中国での活動停止。
- OPIC（海外民間保険公社） - 1989年6月から活動停止。
- 開発銀行、国際通貨基金 - アメリカは人道支援以外のアジア開発銀行及び国際通貨基金による貸し出しを支援しない。
- アメリカ軍需品リスト - いくつかの例外を除き、アメリカ軍需品リストの武器輸出を認可しない。この規制は大統領の決定によって左右される。
- 武器輸入 - 対中武器輸出禁止賦課後、中国からの武器輸入が禁止される、この措置は行政によって左右され、1994年5月26日に再び実行される。アルコール・タバコ・火器及び爆発物取締局の軍需品輸入リストの全ての品目に及ぶ。この危機的な時期、アメリカ海外サービスのキャリア職員であるJ.ステープルトン・ロイは北京の特命全権大使に任命された[注釈 6]。

### 台湾問題と核攻撃発言
1995年に中国軍副参謀総長の熊光楷は「もしアメリカが台湾に介入したら、中国は核ミサイルでロサンゼルスを破壊する。アメリカは台北よりロサンゼルスを心配した方がよい」と、台湾海峡での紛争・戦争にアメリカが介入した場合、中国はロサンゼルスに対して核攻撃する可能性があると表明した。翌1996年の台湾総統選挙に際して中国側は台湾海峡においてミサイル演習を行い、台湾の有権者を恫喝した。アメリカは2つの空母機動部隊を派遣し、第三次台湾海峡危機が危ぶまれた。その後台湾海峡における軍事的緊張は緩和し、高レベル交流及び人権・核不拡散などの協議が行われ、米中関係は改善された。

### 緊張緩和

共同記者会見を行うアメリカ大統領のビル・クリントンと中国共産党総書記の江沢民。

1997年に中国最高指導者としては1979年以来となる江沢民のアメリカ訪問が実現し、1985年に結ばれた平和的な核協力についての協定を実行することで合意した)。1998年6月にはアメリカ大統領のビル・クリントンが中国を訪問し、中国の様々な都市を巡り、ラジオ番組で演説を行うなど中国の人々と直に触れ合い、アメリカ人の理想や価値観を伝えた。しかしクリントンは中国における人権侵害について十分な注意を払っていないという批判もあった。
1999年5月に在ユーゴスラヴィア中国大使館がNATO空軍による誤爆を受ける事件が発生すると、両国関係は再び緊迫した。原因は情報に誤りがあったためだとされるが、中国の一部の人々は意図的なものだったと信じていた。しかし1999年の終わりまでに関係は快方に向かい始め、1999年10月に両国はベオグラードと中国の大使館への損害への補償及び怪我や死亡した犠牲者に対する人道的な補償を実施することで合意した。

## 2000年代

### 海南島事件
2001年4月1日、中国南部を飛行していた偵察機EP-3Eと中国の戦闘機J-8が空中衝突事故を起こした。EP-3は大きく損傷したが、海南島に緊急着陸することが出来た。中国の戦闘機に搭乗していたパイロット王偉は衝突後行方不明になった。EP-3は接触する前、中国人民解放軍に対するスパイ活動を行っていたと広く信じられている。広範囲にわたる交渉の結果、EP-3のパイロットは「2つのお詫びの手紙」を書くことで11日後、中国を出国することが許された。しかし、損傷したアメリカの偵察機の機体は3ヶ月間出国することが許されなかった。またこの「お詫びの手紙」については、在北京アメリカ大使が中国外相に宛てた書簡の中の「regret」「sorry」の多義性を利用して中国に都合のよいように宣伝したとする見方もある。事件後、両国の関係は険悪化したがゆっくりと改善した。

### 上海協力機構

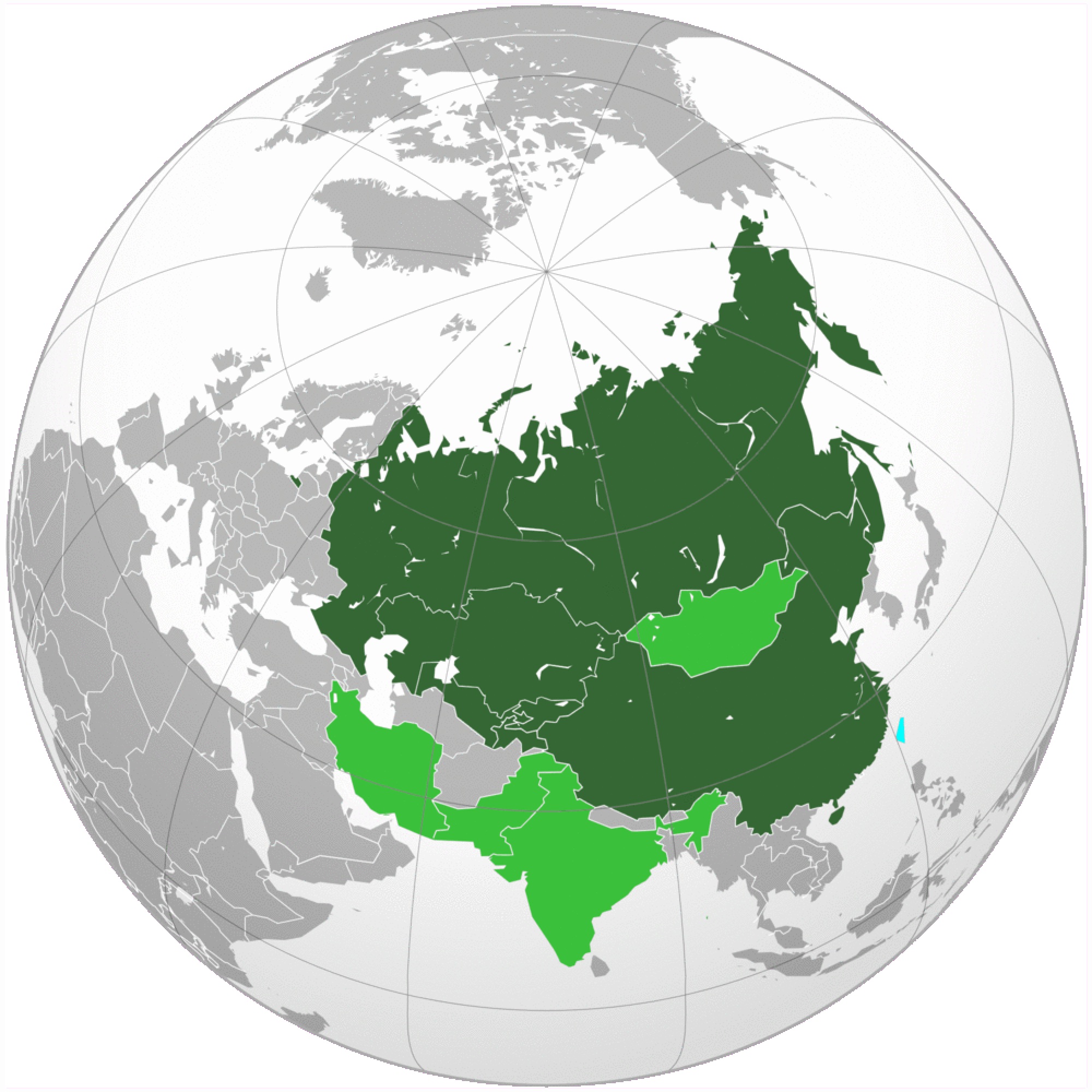
上海協力機構。
深緑は加盟国、薄緑はオブザーバー。

2001年6月15日に中国は、NATOに批判的なロシアや中央アジア諸国と共に安全保障の枠組み「SCO（上海協力機構）」を結成して、西側諸国を牽制。2005年に同機構は、アメリカ軍が中央アジアから撤退するように要求した。
その後、上海協力機構にはアメリカの同盟国であるパキスタンと友好国であるインドのみならず、アメリカと対立するイランもオブザーバー加盟した。同機構加盟国はしばしば合同軍事演習を行ない、2005年には中露合同軍事演習、印露合同軍事演習、2007年には正式加盟国が6ヶ国となり、印中合同軍事演習が実施された。
なおアメリカは2006年にパキスタンが中国からの技術提供により核武装を進めつつあるため、インドと米印原子力協力協定（Indo-US civilian nuclear agreement）を締結し、日本も自由主義陣営の一員として2006年11月には外務大臣の麻生太郎が「自由と繁栄の弧」政策を打ち出し、2007年8月には内閣総理大臣の安倍晋三が訪印して日印両国の安全保障・防衛分野における協力強化を確認した。

### アメリカ同時多発テロ事件以後

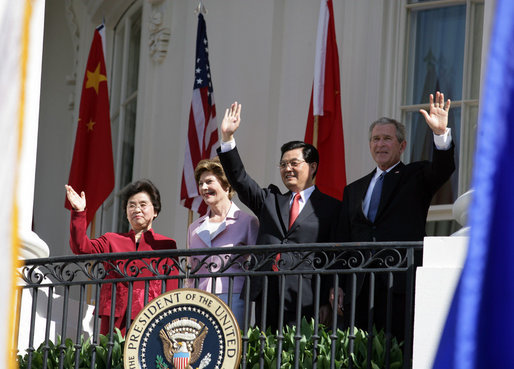
ホワイトハウスで手を振るアメリカ大統領のジョージ・W・ブッシュ、中国共産党総書記の胡錦濤、ローラ・ブッシュ、劉永清 (2006年4月)。

米中関係は2001年9月11日のアメリカ同時多発テロ事件によって大きな転換点を迎えた。中国は「テロとの戦い」に対し、強力な支援を申し入れた。中国は国連安保理決議1373に賛成し、有志連合によるアフガニスタンでの戦闘を支援、タリバン駆逐後のアフガニスタンの復興に1億5000万ドルの資金を提供した。米中両国は9-11事件直後、テロ対策について話し合いを始めた。この第3段階の会話は、2003年2月北京で行われた。
テロリストによる攻撃はアメリカにおける議論の本質を大きく変えた。中国がアメリカの最も主要な脅威であるというブルーチームの主張はもはや説得力を失い、アメリカにとって最も重要なのは中東と対テロ戦争であり、東アジアにおける緊張激化は避ける必要があった。
中国の指導層はアメリカがウズベキスタンやタジキスタンにアメリカ軍基地を建設し始めたため、アメリカによる対テロ戦争は建設国における反中運動の活発化に繋がるのではないかと危惧していた。アメリカがイラクでの作戦を開始したためその懸念は後退した。世界貿易センタービルの瓦礫の中で多くの中国人が亡くなり、中国企業や個人はアメリカの犠牲者に哀悼の意を捧げた。イラクでのアメリカの活動と米中両国の協力は、1990年代半ばでは一般的だった反米感情を和らげた。
米中両国は北朝鮮による核開発問題のような地域的な問題でも緊密な協力を行った。中国は北朝鮮の六者会合からの離脱に反対し、北朝鮮の核開発能力を懸念、朝鮮半島の非核化を望んでいる。また、北朝鮮がIAEA（国際原子力機関）の査察を拒否している問題を国連安保理に付託することに賛成した。

### 台湾問題の再燃と朱成虎発言
台湾問題は未解決の問題で、アメリカの対台政策は四つのノー、一つのないを強調している。アメリカは総統の陳水扁が台湾独立を示唆するレトリックを使ったことを非難したことがある。また、中国に批判的なブルーチームは、中国はアメリカがイラクで戦争をしている隙に台湾で自らに有利な状況を作り出そうとしていると非難した。
2005年にもし台湾が公式に独立宣言をするならば中国は武力を用いてそれを阻止することを述べた反国家分裂法が中国で制定された。2005年7月14日、中国軍少将の朱成虎が香港で『ウォール・ストリート・ジャーナル』や『フィナンシャル・タイムズ』など各国の報道機関を前に、アメリカが台湾有事に介入した場合、中国は核戦争も辞さないと発言した。発言は以下の通り。
2005年7月15日、この朱成虎発言に対してアメリカ国務省報道官のショーン・マコーマックは、「極めて無責任で、中国政府の立場を代表しないことを希望する。非常に遺憾」と非難し、7月22日にはアメリカ下院は、発言撤回と朱成虎の少将罷免を求める決議を採決した。中国政府は後に公式見解ではないと発表したが、これについて台湾高等政策研究協会執行長官の楊念祖は、「核攻撃発言はアメリカと日本に向けられたものであり、中国政府はこの発言で、米日両国の反応を試し、両国の態度を探りたいのだろう」という見解を示した。
2005年には親中派とされるロバート・ゼーリックがアメリカ国務副長官に就任。2005年9月21日に「今後アメリカは中国を“責任ある利害共有者”（responsible stakeholder）とみなす」と発言して（ゼーリック発言）、融和姿勢で自制と大国としての責任ある行動を促した。
中国共産党総書記・国家主席の胡錦濤は2006年4月に訪米した。2001年から2008年まで駐中アメリカ大使を務めたクラーク・ラントは南カリフォルニア大学米中研究所で米中関係の現状について講演した。2008年に馬英九が台湾総統に選出された。馬は国民党の代表であり、大陸との再接近を訴えている。

## オバマ政権

### 選挙戦での争点
2008年のアメリカ大統領選挙では、戦争と景気後退が争点となった。しかし、ジョン・マケインとバラク・オバマの両候補は共に様々な角度から対中政策についても語った。両候補とも中国と主要な問題で協力を続けていくことでは一致していたが、貿易政策は異なっていた。オバマは中国が自国の輸出業者が利益を得るよう通貨価値を低く設定していることに対し懸念を表明していた。マケインは自由貿易は重大で大きな影響を中国に与えると主張した。しかし、マケインはアメリカは中国と利害は共有しているかもしれないが、価値観は共有していないと指摘した。
東アジア・太平洋担当国務副次官補のトーマス・クリステンセンは「対中政策の方向性選択：次政権の課題」について語り、両国関係は近年大きな進歩があったこと、問題を解決するためにアメリカは中国に対して積極的な行動を続けなければならないことを主張、米中関係の問題の多くはミャンマー・スーダンなどの第三国における情勢にも影響を与えていると示唆している。

### 「親中派」政権の誕生
2009年1月20日にアメリカでは親中派と見られる民主党候補のバラク・オバマが大統領に就任するのに伴い、両国の協力と友好関係の緊密化が期待された。2008年11月8日に中国共産党総書記の胡錦濤はオバマと電話で会談し、大統領選挙の勝利を祝福した。中国側もオバマの勝利に肯定的な反応を示し、特にオバマの気候変動問題に対する前向きな姿勢を称えた。

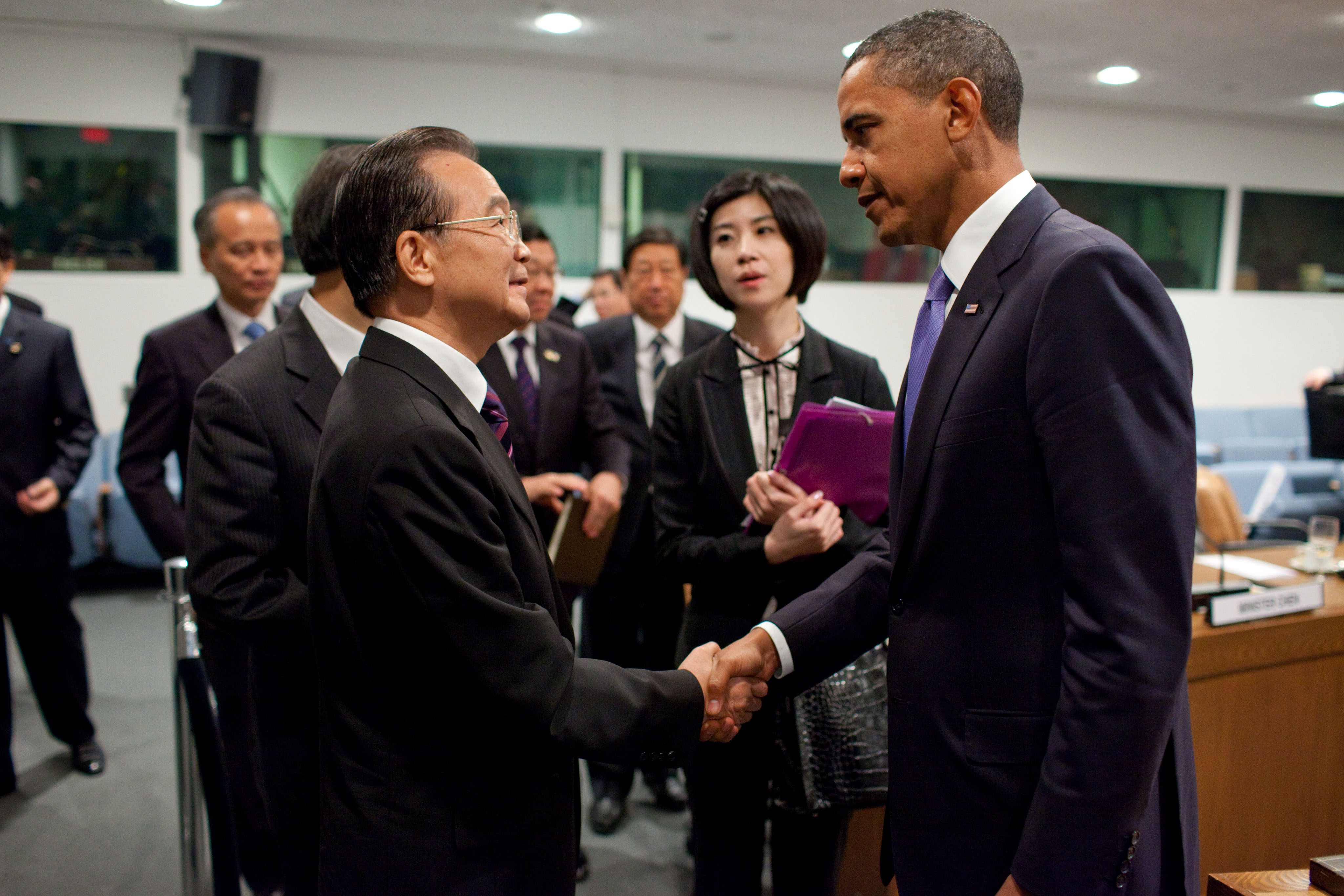
2010年9月23日に会談したアメリカ大統領のバラク・オバマと中国首相の温家宝。

アメリカ大統領のオバマは米中戦略経済対話の演説で孟子の教えを引用して米中両国の相互理解を促した。オバマは、同年11月15日～18日にはアジア歴訪日程の半分を費やして初めて訪中して総書記の胡錦濤と会談し、共同声明で米中両国の戦略的相互信頼の構築と強化を謳い、アメリカではG2（チャイメリカ）という二大大国を意味する言葉が使用され、米中接近が演出された。
またオバマは会談などで、中国国内における人権問題やウイグル(東トルキスタン),チベット,内モンゴルの人々に対する弾圧や大量虐殺などへの批判をまったく控え、これらにより、中国側の自制を期待していた。中国はこれに対し、人権侵害を改めないばかりか、南沙問題などで周辺諸国に対する軍事的威嚇を強めるまでになり、Google事件や、中国における言論弾圧と戦う活動家劉暁波へのノーベル平和賞授与への妨害介入など、国際社会に挑戦する強圧的かつ攻撃的な戦狼外交を繰り返した。
他方でアメリカ側も台湾への兵器売却の決定、そしてダライ・ラマ14世とオバマとの会談実現などで方向転換しつつあることを示した。

### 「関与」政策から「抑止」政策へ
2011年1月14日にはアメリカ紙のワシントン・ポストにおいてアメリカ政界の重鎮である元国務長官のヘンリー・キッシンジャーが「米中は冷戦を避けなければならない」と述べ、米中両国が冷戦状態に入りつつあると警鐘を鳴らす記事が掲載された。キッシンジャーは米中両国が冷戦状態に入った場合、「核拡散や環境、エネルギー、気候変動など、地球規模で解決が必要な問題について、国際的に（米中両国の）どちらに付くかの選択を迫ることになり、各地で摩擦が発生する」と述べた。
2011年11月にアメリカ大統領のオバマは、訪問先のオーストラリア議会での演説でアメリカの世界戦略を「対中国抑止」へと転換することを宣言した。膨張する中国に対し、アメリカが従来の「関与」政策から「抑止」政策に転換したことを内外に鮮明にしたものであり、これにより、リチャード・ニクソンの訪中以来、約40年ぶりに米中関係は再び対立の時代に入ったことを意味する歴史的演説となった。
2011年11月9日、アメリカ国防総省は「エアシー・バトル」（空・海戦闘）と呼ばれる特別部局の創設、中国の軍拡に対する新たな対中戦略の構築に乗り出していることが明らかとなった。この構想には中国以外の国々は対象に入っていないとアメリカ側は事実上認めており、アメリカ政府高官は「この新戦略はアメリカの対中軍事態勢を東西冷戦スタイルへと変える重大な転換点となる」と述べた。
2011年11月12日から13日にかけてハワイで開催されたAPEC（アジア太平洋経済協力）首脳会議で、アメリカは日本にTPP（環太平洋戦略的経済連携協定）への加盟を要請、日本は協議に入ると表明した。TPPについては、これを「中国包囲網」とも解釈する論者も多く、中国も警戒した。中国国際関係学院教授の楊伯江は、日本の加盟交渉は「アメリカ重視の対外戦略のシンボル」と発言している。なお中国外務省は、貿易自由化による発展を促す経済一体化に対し、中国はオープンであるとのコメントを表向きで出した。
APEC首脳会議の3日後の2011年11月16日、オバマはオーストラリア北部へのアメリカ海兵隊駐留計画を発表し、2012年からアメリカ軍がダーウィンなどに半年交代で駐留、オーストラリア軍と共同訓練や軍事演習を行い最終的に2500人の駐留を目指すとし、シーレーン（海上交通路）確保をにらんだアメリカ軍配備を進め、中国への牽制を行った。オーストラリアはアメリカが東アジア有事として想定していた台湾海峡や朝鮮半島などから距離があり、これまで拠点としての戦略的重要性は低かったが、中国から直接の攻撃を受け難いこと、また南シナ海・インド洋へのアクセスにおいて戦略的な位置付けが高まったとされる。これに対して中国は中国共産党機関紙・人民日報系の英字紙グローバル・タイムズを通じて「オーストラリアは中国を馬鹿にしてはならない。中国の安全保障を弱体化させているのに、それと切り離して経済協力を進めることはできない。越えてはならない一線がある」と批判した。また、インドネシア外相のマルティ・ナタレガワは、アメリカ軍のオーストラリア駐屯について、中国の反発を生むとして危険性を指摘した。
また、アメリカ議会諮問機関「米中経済安全保障見直し委員会」年次報告書は同11月16日、中国が東アジアにおける有事の際、奇襲攻撃や先制攻撃でアメリカ軍の戦力を低下させ、日本周辺を含む東シナ海までの海洋権益を支配する戦略を中国軍は持っていると指摘した。また中国軍は、指揮系統をコンピューターに依存するアメリカ軍の弱点を突く形でサイバー攻撃を仕掛ける作戦や、東シナ海や南シナ海での紛争では対艦弾道ミサイルや巡航ミサイルによって、防衛戦線の規準として、九州―沖縄―台湾―フィリピンを結ぶ第一列島線を設定し、かつアメリカ軍等を含む他国の介入を阻止する作戦があるとも指摘した。第一列島線はもともと1982年に鄧小平の意向を受けて、中国海軍司令官の劉華清（1989年から1997年まで中国共産党中央軍事委員会副主席）が打ち出した構想で、2010年までに第一列島線内部（近海）の制海権確保をし、2020年までに第二列島線内部の制海権確保をし、2040年までに航空母艦建造によって、アメリカ海軍による太平洋・インド洋の独占的支配を阻止し、アメリカ海軍と対等な軍事力を持つというものであった。
2011年12月25日の日中首脳会談では、中国側が中国包囲網を切り崩すために懐柔するとみられ、実際、日中両国間で高級事務レベル海洋協議の開設と海上捜索・救助協定を締結することで合意した。なお、12月17日(発表は19日)には北朝鮮総書記の金正日の死去を受けて、周辺諸国は朝鮮半島有事の勃発を警戒していた。
2012年1月5日、アメリカ大統領のオバマはアジア太平洋地域での軍事的プレゼンスを強化する内容の新国防戦略「アメリカの世界的リーダーシップの維持と21世紀の国防の優先事項」を発表した。新戦略文書では中国とイランを名指し、サイバー攻撃やミサイル開発などの非対称的手段でアメリカに対抗していると指摘、中国について軍事力強化の意図の透明化を求めたうえで、オバマは演説で「第二次大戦やベトナム戦争の後のように、軍を将来への準備もない状態にする失敗は許されない。アメリカ軍を機動的かつ柔軟に、あらゆる有事に対応できるようにする」と述べ、アメリカが安全保障を主導する決意を示した。これは、第二次世界大戦以来の「二正面作戦」を放棄してアジア太平洋地域での戦略的関与を最優先するものであり、「中国の膨張を抑止する」というアメリカの強い国家意志の現れであった。これに対し、中国政府系メディアは警戒感を示したが、これは米中両国がアジア太平洋地域で互いに覇権を求めない1972年の米中共同声明（上海コミュニケ）の実質的破棄を意味し、米中冷戦時代の幕開けを意味した。一方でリムパック（環太平洋合同演習）では中国の参加を認め、気候変動問題ではオバマはパリ協定を中国・杭州で同時批准するなど米中協調も続いた。

## トランプ政権

### 選挙戦後の動き
2016年のアメリカ大統領選挙に勝利してオバマの後任となったアメリカ大統領のドナルド・トランプは選挙中に米中貿易の不均衡を問題視し、当初は台湾問題におけるアメリカ政府と歴代政権の基本政策であった「一つの中国」原則の見直しも示唆していたものの、大統領就任後の中国国家主席（中国共産党総書記）の習近平との電話会談では、一転して「一つの中国」原則を尊重すると表明した。これには米中関係への影響を懸念した大統領上級顧問のジャレッド・クシュナーと国務長官のレックス・ティラーソンによるトランプへの説得があったとされる。中国から称賛された春節での祝電もトランプにティラーソンが提案したとされている。ただし、トランプは出馬当初や選挙中から貿易問題を取り上げながらも中国に好意的な発言も行っており、大統領選挙勝利後もトランプは声明で中国からの祝電に感謝して「今後両国は最も強固な関係を築きたい」と述べたと発表した。過去に天安門事件を正当化したかのような発言をテレビ討論会で追及された際に中国政府は「暴動」を押さえ込んだという表現を使ったことで、天安門事件でリーダー格だった王丹、魏京生やウイグル人ウーアルカイシといった著名な中国人民主化運動家から「まるで中国共産党の指導者」「中国共産党による抑圧に反対する者への侮辱だ」「アメリカの価値観の敵」として抗議を受けていた。また、トランプの顧問で親中派で知られる大統領戦略政策フォーラム議長のスティーブ・シュワルツマンはトランプが中国批判を緩める可能性を示唆していた。中国側もトランプの大統領就任後はその愛娘であるイヴァンカ・トランプと孫のアルベラを春節に在米中国大使館に招くなどトランプの懐柔を試みるかのような動きに出ていた。
2017年2月10日の内閣総理大臣の安倍晋三との日米首脳共同記者会見でも「昨日、私は中国の習主席と様々な問題について非常に温かい良い会話をした。我々はこれからうまくやっていけると思う。それは日本にも非常に有益だと思う。日米中にも地域全体にも非常に良い結果をもたらすと信じる」と述べた。
2017年2月18日に訪中したティラーソンと外相の王毅との会談でも「一つの中国」原則の堅持で一致し、会談後の共同記者会見では朝鮮半島における緊張が非常に高くなっていて「事態はかなり危険なレベルに達している」との認識を米中両国が共有し、「中国との協力を決意した」と述べた。19日には、習近平と人民大会堂で会談した。この際に習近平政権がオバマ政権時代からアメリカ側に提案してきた「新型大国関係」(衝突・対抗せず、相互尊重し、Win-Winで協力する原則)にティラーソンは事実上同意して多くの観測筋を驚かせた。28日、訪米した中国の外交担当である国務委員の楊潔篪とワシントンでティラーソンは会談し、高官同士の定期対話が重要であるとの認識で一致した。また、ティラーソンと楊はその後に行われた米中首脳会談の最終調整も行った。

### 米中首脳会談以降

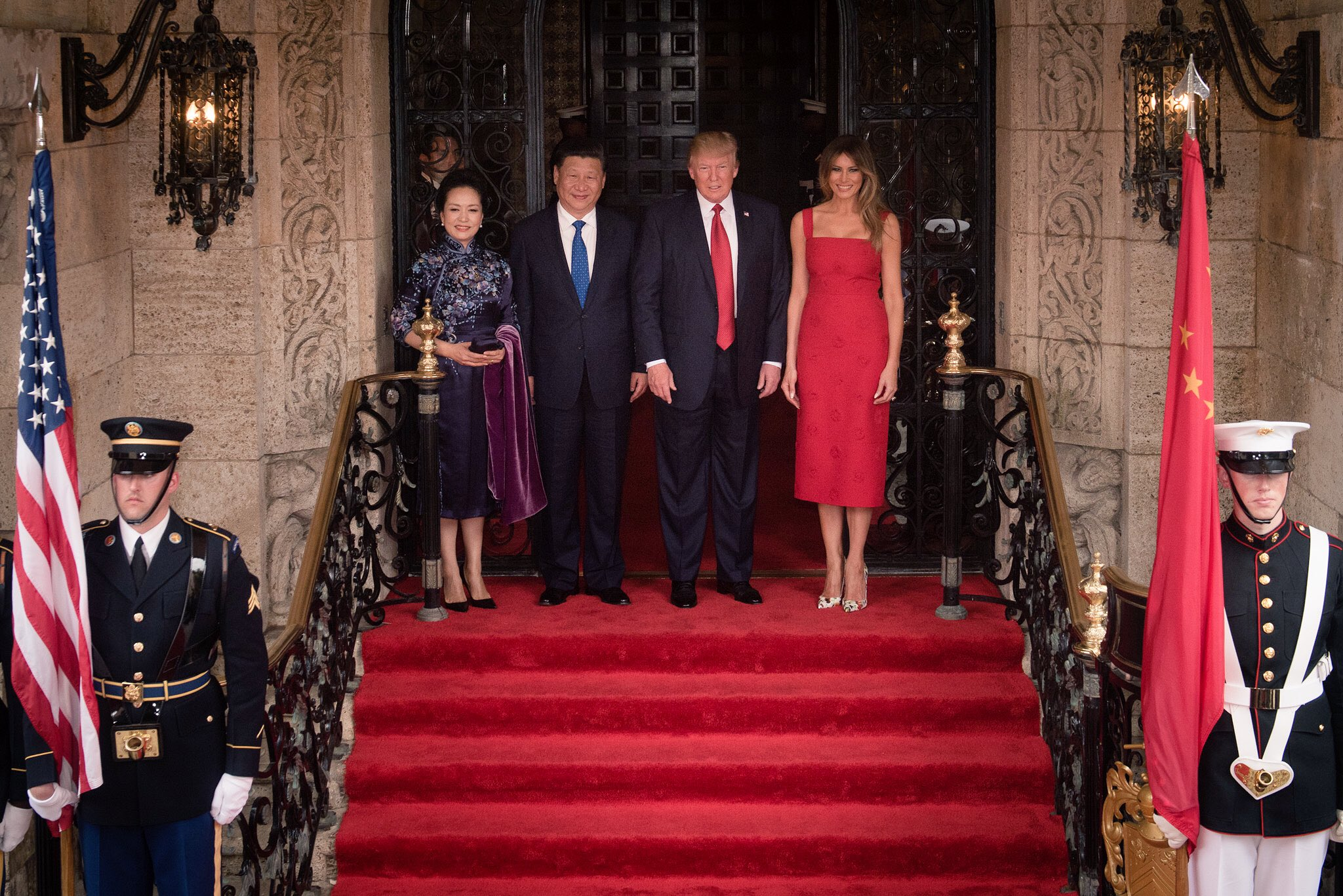
2017年4月7日に会談したアメリカ大統領のドナルド・トランプと中国国家主席（総書記）の習近平。

2017年4月7日のマー・ア・ラゴの米中首脳会談で、アメリカ大統領のトランプと中国共産党総書記（中国国家主席）の習近平は外交・安全保障、経済、法執行サイバーセキュリティ、社会文化の4分野に及ぶ「米中包括対話」に米中戦略経済対話を発展的解消することで合意し、米中貿易の不均衡を是正する「100日計画」の策定で一致した。米中両国は北朝鮮問題で連携することで一致し、習は米中首脳会談と同時に行われたシリアのアサド政権下のシリア軍に対する武力行使について理解を示したとされ、国連安保理でのシリア非難決議の採決で中国が棄権した際はトランプは「素晴らしい」と称賛した。会談後、トランプは選挙中に訴えていた中国を「為替操作のグランドチャンピオン」と批判して就任初日で為替操作国に即時指定するとした公約を撤回し、北朝鮮問題で協力が得られれば貿易交渉で中国側に譲歩して中国が有利になるよう取り計らうとも述べた。トランプは米中首脳会談で交わした会話の内容を『ウォール・ストリート・ジャーナル』のインタビューで話し、習近平が「朝鮮半島は中国の一部だった」と発言したことを明らかにし、「習近平主席が中国と朝鮮半島の歴史について話した。数千年の歴史と数多くの戦争について。朝鮮は実は中国の一部だった」「朝鮮は実際に中国の一部だった（Korea actually used to be a part of China）」「習主席から中国と韓国の歴史について聞いた。北朝鮮ではなく韓半島全体の話だった。（中国と韓国には） 数千年の歳月の間、多くの戦争があった」「（習の歴史講義を）10分間聞いて（北朝鮮問題が）容易ではないことを悟った」と語った。これに対して南カリフォルニア大学のファン・ギョンムンは、「韓国が中国の属国だったという認識は中国本土ではいくらか信頼を得ている」と述べている。
中国に対する厳しい貿易政策を推し進めるとされた国家通商会議も廃止されて改組されてからは貿易摩擦激化の懸念は後退したという見方がされた。大統領就任前に中国を刺激した台湾総統の蔡英文との電話協議も習近平との良好な個人的関係から再会談には応じないとする意向を示し、台湾への武器売却も遅らせてることについて批判する声も出ており、トランプ政権発足後初の台湾への武器売却には大型兵器は含まれず、習近平を「中華民国総統」とホワイトハウスが間違えて紹介したことからトランプ政権の台湾問題に対する認識を一部では不安視された。4月12日の記者会見ではロシアとの関係を史上最低と評する一方で中国と関係改善が進んでることを述べた。5月10日には2016年のトランプ当選後から「航行の自由作戦」が途絶してることにアメリカ議会から懸念の声が上がり、アメリカ軍からオバマ政権下で続けられてきた同作戦の南シナ海での実施が要請された際にもアメリカ国防総省はこれを3度拒否している。同年5月24日になってトランプ政権発足後初めて同作戦を実施したと報じられた際にもアメリカ国防総省はオバマ政権時と違って公表しなかった。トランプと習は災害時の捜索救難活動の米中合同演習の強化も合意し、2017年11月に実施された。
2017年5月11日、トランプ政権は財務長官のスティーヴン・マヌーチンと商務長官のウィルバー・ロスと、中国副首相の汪洋を共同議長とした米中包括的経済対話で合意した「100日計画」の第一弾として10項目を発表し、そのうちの1つである習近平が国策に掲げる一帯一路国際協力サミットフォーラムへの代表団の派遣も決定し、出席したアメリカ代表団は中国の掲げる経済圏構想である一帯一路への協力を表明した。トランプ自らも一帯一路への協力でアメリカはオープンであると述べてる。トランプの上級顧問で元CIA長官のジェームズ・ウールジーはAIIBへのアメリカの不参加を前任のオバマ政権の「戦略的失敗」と批判してトランプ政権は中国の一帯一路に「ずっと温かくなる」との見通しを述べていた。トランプ政権になってから北京のアメリカ大使館などでアメリカ企業と中国国有企業を集めた一帯一路での米中協力をテーマとした会合が行われるようになった。
2017年6月1日、「中国,ロシア,インドは何も貢献しないのにアメリカは何十億ドルも払う不公平な協定だ」としてアメリカはオバマ政権時代の米中協力の象徴だったパリ協定から離脱すると表明した。これはアメリカ国内でも反発を呼び、ワシントン州・ニューヨーク州・カリフォルニア州はトランプ政権から独立してパリ協定目標に取り組むアメリカ気候同盟を結成し、さらにマサチューセッツ州など他の7州も加盟し、その立ち上げを主導したカリフォルニア州知事のジェリー・ブラウンは直後に訪問した中国で中国政府がアメリカに代わって気候変動対策のリーダーシップを握ったとして中国と協力するとして中国とクリーンエネルギー技術のパートナーシップを結び、一帯一路構想へのカリフォルニア州の参加も表明した。また、6日の北京での第8回クリーンエネルギー部長級会議に出席するためトランプのパリ協定離脱表明直後に中国に出発したアメリカのエネルギー長官であるリック・ペリーは、中国が気候変動対策でリーダーシップをとることを歓迎するとしつつアメリカはクリーンエネルギー技術分野などでリードしてると述べ、中国副首相の張高麗との会談でクリーンエネルギーでの米中協力で一致するも一地方自治体に対するものでは異例の厚遇であった中国国家主席（総書記）の習近平との会見を行ったブラウン州知事との対応の違いがアメリカメディアで注目された。
2017年6月2日、国連安保理はトランプ政権発足後初となる対北朝鮮制裁強化決議を全会一致で可決した。決議はトランプ政権下で初めて米中が協力したものとされ、ロシアの賛成も得た。トランプは度重なる北朝鮮によるミサイル発射を「中国に無礼だ」と批判し、北朝鮮は「米中が裏部屋で勝手にでっち上げた」と決議に反発した。同年8月5日にも米中両国は石炭や鉄鉱石などを全面禁輸する対北制裁強化決議を協議し、ロシアの賛成も得て安保理で全会一致で可決された。国連大使のニッキー・ヘイリーは「中国の重要な貢献に感謝したい」と演説し、「中国は口先だけで何もしない」と苦言を呈していたトランプも「中国とロシアも我々と一緒に投票した。北朝鮮に対して過去最大の制裁だ」と述べ、中露に謝意も表明した。
2017年6月21日、国務長官のティラーソンと国防長官のジェームズ・マティス、中国国務委員
の楊潔篪と中国軍総参謀長の房峰輝を共同議長とした初の米中外交・安全保障対話が行われ、南シナ海・北朝鮮問題などが話し合われて平行線を辿ったものの、新たな軍事協力の模索で一致し、テロ対策ではISILと戦うイラクに対する中国の支援が評価された。
2017年7月4日、北朝鮮がICBMを発射したと称する実験に対して「この男は他にやることないのか」「日韓は忍耐できなくなり、中国はこの無意味なことを終結させるだろう」と批判し、6日には中国の取り組みの不十分を指摘しつつ「協力を決して諦めない」と述べ、7月8日の米中首脳会談では習近平の対北制裁措置に感謝して「私とあなたが望むより長期化するかもしれないが、最終的には解決する」と述べた。21日には北朝鮮でのオットー・ワームビアらアメリカ人の拘束を受け、アメリカ国民の北朝鮮への観光の禁止とアメリカ国務省による渡航の審査を発表し、アメリカ人の北朝鮮ツアーを行ってきた中国の旅行会社に渡航禁止措置を通知した。
2017年7月13日、中国政府の対応で国際的な問題となっていた劉暁波の死去直後にはトランプはこれを無視して習近平を絶賛する発言を行った。7月19日、第1回米中包括経済対話が行われ、貿易不均衡是正のための具体策まで合意できず記者会見を中止するも、期限を迎えた100日計画に代わる「1年計画」の策定で一致した。
2017年9月3日の北朝鮮の水爆実験を受けて行われた6日の米中電話会談についてはトランプは「習氏は100％私に賛成してくれた」と述べ、12日には国連安保理で原油輸出の数量制限や天然ガスと繊維の輸出入と北朝鮮労働者の新規就労許可・更新などを禁止する制裁強化決議が全会一致で可決され、アメリカ国連大使のヘイリーは「今回の決議はトランプ大統領と習近平総書記の間で築かれた強い関係なしにはありえなかった」と中国側に謝意を表明した。同時期に香港での中国国営企業中信証券の子会社CLSAグループのフォーラムに出席したトランプの助言者の一人で元アメリカ首席戦略官・大統領上級顧問のスティーブン・バノンは「トランプ大統領は習総書記よりも尊敬してるリーダーは世界にいない」「北朝鮮の問題は米中の二国間で解決策を見出すのを望む」と発言し、習近平の腹心である王岐山と中南海で90分間の秘密会談も行った。18日の米中電話協議ではトランプと習は北朝鮮への圧力の最大化で一致し、19日の国連総会では南シナ海やウクライナ東部の問題にも触れつつ制裁決議に賛成した中露に謝意を述べてさらに北朝鮮を孤立化させる必要性を演説した。また、トランプは北朝鮮と取引のある企業・個人に資産凍結などの制裁を科し、北朝鮮と取引する海外の金融機関をアメリカから排除する大統領令を発動した際には「海外の銀行はアメリカを選ぶか、北朝鮮のならず者政権を選ぶかを迫られる」と表明して中国人民銀行が自国の銀行に北朝鮮との取引を即時停止を指示してることを称賛した。
2017年9月28日、国務長官のティラーソンと副首相の劉延東を共同議長とした初の米中社会文化対話が行われ、新型インフルエンザ対策やアメリカの中国人留学生受け入れの拡大などの協力で一致した。同年9月30日に北朝鮮危機の中、ティラーソンは訪問先の中国で「対話の意思があるか打診してる。意思疎通できるチャンネルはある」とトランプ政権では初めて米朝の水面下での接触を認めたことで注目されたが、直後にトランプは「対話、交渉は時間の無駄である。長官はエネルギーを浪費してはならない」と否定しており、対話による解決を求めてきた中国側に配慮したとする見方もある。同時期、当初計画された補佐官のイヴァンカ・トランプと夫で大統領上級顧問のクシュナーの中国訪問が中止され、首都ワシントンDCで行われた国慶節の記念式典に夫婦揃って出席して訪米してる中国副首相の劉延東と会見した。イヴァンカらの訪中取りやめは、中国との非公式な関係が政権への逆風となることを懸念した国家安全保障問題担当大統領補佐官のハーバート・マクマスターと大統領首席補佐官のジョン・フランシス・ケリーが同年11月に予定するトランプの公式中国訪問を優先したことによるとされている。
2017年10月2日、2016年4月に南シナ海問題を巡る対立で香港への寄港を拒否されていた原子力空母「ロナルド・レーガン」が3年ぶりに香港寄港を認められ、北朝鮮を牽制した。寄港中には第七艦隊司令官のマーク・ドルトンと中国軍幹部の会談も調整された。その後、空母レーガンはアメリカ軍が戦略兵器を集結させている朝鮮半島に向かい、11日にトランプは北朝鮮への対応について「中国はとても協力的だと思う」と述べた。
2017年10月4日、司法長官のジェフ・セッションズ、国土安全保障長官代行のエレイン・デュークと中国公安部部長の郭声琨を議長とした第1回米中法執行サイバーセキュリティ対話が行われ、不法移民と汚職容疑者の送還やサイバー犯罪の取り締まりなどが話し合われた。

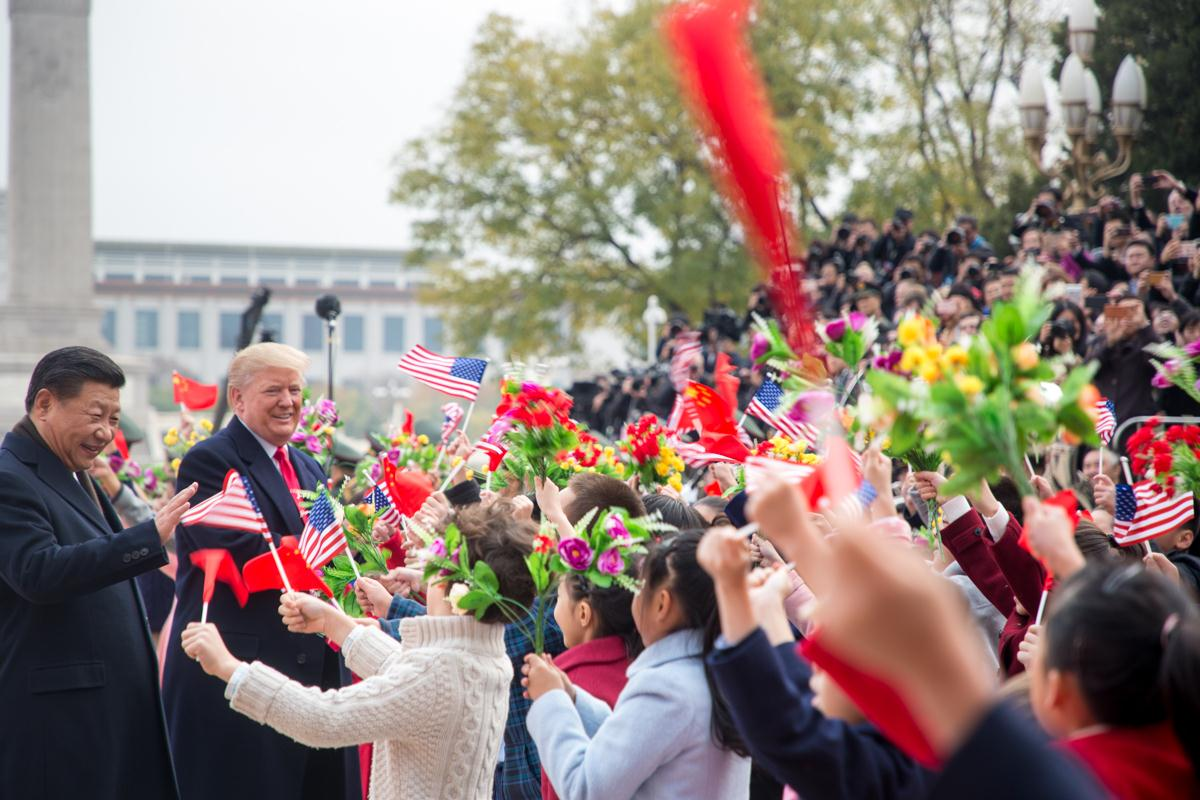
訪中したトランプ（2017年11月8日）

2017年10月22日、FOXのインタビューでトランプは「習主席は中国のため、私はアメリカのために動く。中国は我々に非常に協力的で特別な関係にある。党大会で彼は歴代の指導者になかったものを与えられる。正直に言ってそれまでは静かに見守りたい。彼がそれを手にすることを私も望むし、値するとも思う。彼は良い男だ」と述べて習政権への権力集中化を歓迎した。25日に中国共産党第19回全国代表大会と1中全会が閉幕した後はトランプは電話会談で習近平を祝福して貿易や北朝鮮問題を協議し、Twitterでも「並々ならぬ栄達をお祝いした」と述べた。その直後に再びFOXで行われたインタビューでもトランプは習を「彼は非常に良い男だ。強大な力を手にした彼を『中国の王』と呼ぶ人たちもいるだろう」と称え、「ロシアは我々の邪魔をしているが、中国は我々を助けてくれてる」と述べた。11月6日のアジア歴訪中の日米首脳共同記者会見では「習主席は素晴らしい関係を築いてる友人」と述べ、Twitterでは「韓国国会での演説を終えて中国に行き、偉大な政治的勝利をおさめた習主席と会うのを楽しみにしてる」と呟いた。2017年11月8日には、韓国国会での演説で「我々をなめるな、試すな。愚かにもアメリカの決意を試して滅びた政権は歴史上いくつもある」「北朝鮮は人が住むに値しない地獄だ、あなた（金正恩）の祖父が描いた地上の楽園ではない」として北朝鮮を孤立化させるよう中国とロシアに名指しで求めた。同日、トランプの公式中国訪問にあわせてボーイング・GE・ハネウェル・ゴールドマンサックスなど大企業のCEOら財界人で構成された使節団が訪中し、使節団を率いた商務長官のロスと中国副首相の汪洋の同席のもと90億ドル規模の契約が人民大会堂で調印された。当初使節団への参加希望者は100社を超えるも最終的には29社が選ばれたとされる。一方でクアルコムを除いて使節団に加わらなかった傾向があるIT企業ではAppleのティム・クックやマイクロソフトのビル・ゲイツなどの経営者も同時期にアメリカ政府の動きとは別に相次いで訪中して注目された。9日には「対中貿易赤字で中国に責任はない。貿易不均衡の拡大を防げなかった過去の政権のせいだ」として米中両国首脳の立ち合いのもと超大型商談が調印されたことをトランプは表明し、習主席と一帯一路への協力で一致し、成立した約2500億ドル規模の商談の中にはシルクロード基金とGEの共同投資プラットフォームなど一帯一路関連のものもあった。北朝鮮への圧力強化で一致しつつ「米中関係は最も重要だ。両国の問題だけでなく、世界的な問題の解決でも協力したい」と述べた。訪中した際は孫娘のアラベラが漢詩を暗唱してる動画を習と夫人である彭に披露し、晩餐会ではスクリーンに大写しされた。人権問題には「個人の権利と法治主義の改革を提唱し続ける」とだけ触れ、中国の国営紙環球時報はこれを歓迎し、中国の人権活動家である胡佳は「完全に中国のやり方に乗せられており、非常に残念だ」と述べた。11日には訪問先のベトナムで「貿易赤字は習主席のせいではない。我々のかつての代表の責任だ」「習主席は非常に強く賢明な人だ、私は彼が大好きだ。毛沢東以来最も強力な中国の指導者だ、いくつかの人は毛沢東以上と評してる」「中国は北朝鮮に圧力を強めるだろう」と記者に述べた。11月15日、アジア歴訪から帰国したトランプは、習と北朝鮮が脅威であることと問題解決の時間が限られてることを確認して協力を引き出し、貿易問題でも米中両国企業の巨額商談成立をアメリカに雇用をもたらすと歓迎して「アメリカが食い物にされる時代は終焉した」と述べ、各国とも北朝鮮への圧力最大化で一致し、アメリカ軍や韓国軍の幹部と軍事的選択肢も協議したと成果を強調する声明を発表した。また、万引きで中国で逮捕されたカリフォルニア大学ロサンゼルス校のバスケットボール選手も帰国し、選手達の釈放を要請していたトランプは習に感謝を述べるも、選手の父親がトランプに感謝しなかったことから「とても恩知らずだ。選手らを監獄に残しておくべきだった」と唾棄した。11月20日にトランプはアメリカ人大学生のオットー・ワームビアの事件を例に挙げて「北朝鮮は世界を核で脅してるだけでなく、引き続き国際テロを支援している」「もっと何年も前に再指定されるべきだった」として北朝鮮を9年ぶりにテロ支援国家に再指定することと追加制裁を科す意向を表明した。本来アジア歴訪からの帰国直後に発表されるはずが遅れたのは特使を派遣した中国の面子を立てたためとされる。
2017年12月12日、国務長官のティラーソンは朝鮮半島有事を想定した核確保と難民対策や38°線を越えたアメリカ軍の撤退など具体的対応を中国側と協議してることを初めて表明した。
2017年12月18日に発表されたトランプ政権発足後初めて発表された国家安全保障戦略では「原則ある現実主義」「力による平和」を掲げ、中国をロシアと並ぶアメリカや国際秩序に挑戦する「修正主義国家」「競争相手」と呼ぶ一方で「アメリカの国益を守る前提で両国と協力を目指す」と述べ、イランや北朝鮮のような「ならず者国家」と区別した。
2017年12月22日、米中両国の協議により石油精製品輸出の9割削減や24ヶ月以内の北朝鮮労働者の本国送還を盛り込んだ対北朝鮮制裁強化決議が議長国である日本やロシアの賛成も得て国連安保理において全会一致で可決され、制裁違反の可能性がある船舶に対する臨検及び拿捕の義務化や新たな核実験やミサイル発射があればさらに北朝鮮への石油供給を制限するとの表現が初めて記載された。
2018年1月16日、カナダのバンクーバーでティラーソンの呼びかけにより国連軍派遣国を中心に日本や韓国なども参加した外相会合が開かれ、平昌五輪に向けた南北対話が非核化対話に進展することを期待しつつ「完全で検証可能かつ不可逆な非核化」まで対北圧力を継続する方針を盛り込んだ議長声明が発表され、中国とロシアを名指しで「重要な役割と特別な責任を持つ」として制裁履行を求めて北朝鮮に対する海上阻止行動の強化や国連安保理の枠を超えた独自制裁の検討でも一致した。この会合に対しては中露だけでなく、北朝鮮も「新たな戦争の火種」と反発した。また、この会合に先立つ夕食会で国防長官のマティスは情勢次第で外相会合から国防相会合に発展するとして「アメリカには北朝鮮との戦争計画がある」と言明して国連軍の参加国・関係国と軍事面での連携強化で一致した。19日、マティスは「アメリカの国家安全保障の優先課題はテロリズムではなく、大国間の競争」として中国とロシアを競争相手を位置づける新たな国家防衛戦略を発表した。31日にトランプは初の一般教書演説で北朝鮮を異例の5分超にわたって非難するも、中国とロシアは「我々に挑戦する競争相手」と一言だけ触れた。同年3月3日には中国で波紋を呼んでいた習の任期撤廃案について「中国は偉大で、習主席は偉大な紳士だ。素晴らしい。我々もいつか終身大統領を試してみようか」と冗談交じりに称賛し、ホワイトハウス報道官のサラ・ハッカビー・サンダースも「中国が決めること」と論評を避けた。
2018年3月6日、北朝鮮が非核化に向けアメリカ側との対話に意欲を示したことを受けてトランプは「制裁で中国が大いに助けてくれたからだ」と述べた。9日には訪朝した韓国特使の鄭義溶との面会後に「金正恩は単なる凍結でなく、非核化を韓国の代表に言った。北朝鮮はミサイル実験をこの期間自制する。大きな前進だ。合意するまで制裁は続ける。会談を計画中だ！」と表明し、総理の安倍や中国指導者の習と相次いで電話協議して完全かつ検証可能で不可逆的な非核化まで圧力と制裁を維持することを確認して「中国は引き続き助けてくれる」と述べ、サンダース報道官も米朝首脳会談は「非核化の具体的な行動が前提」と述べ、25日に最高指導者就任後の初外遊で中国を訪れた金正恩と会談した習からメッセージを受け取り、トランプは「金正恩が北朝鮮の国民と人類のために正しい選択を行うのは今がいい機会だ。我々の会談が楽しみだ。中朝首脳会談を大成功させた習主席から金正恩が私と会うことを楽しみにしてると伝えられた。同時に残念ながらそれまで最大限の制裁と圧力は何があっても保ち続ける！」と述べた。また、習近平はトランプにアメリカ・中国・韓国・北朝鮮の4ヶ国による平和協定を含む「新たな安全保障の枠組み」をアメリカ側に提案したとされ、南北首脳会談で米中両国が署名した朝鮮戦争休戦協定を平和協定にすることで韓国と北朝鮮で合意された際は「朝鮮戦争が終わる。アメリカは誇るべきだ。私の親友である中国の習主席の多大な助力を忘れない。彼がいなければ、解決は遠のいた」と述べるも、隠然と影響力を行使して北朝鮮を駆け引きに利用してることに対しては「習主席は世界一流のポーカーのプレイヤー」と評した。
2018年3月22日、トランプは「習主席を尊敬し、中国は友人と思う」と前置きしつつ「対中貿易赤字はどの国も経験してない史上最大の貿易赤字だ」と表明して7ヶ月間の中国の知的財産権問題をめぐる調査も基にスーパー301条による中国製品への関税賦課をアメリカ通商代表部（USTR）に指示する覚書に署名し、4月3日にUSTRはパーソナルコンピュータとスマートフォンや衣料品などといった輸入額の大きい消費財を除外しつつ産業用ロボット、小銃や爆弾、医療機器、電気自動車、半導体などの中国製品1300品目（500億ドル相当）の特定を発表し、翌4日に中国は大豆・自動車・一部の航空機・牛肉などアメリカ製品160品目に同じ25%の関税を課す計画で報復したことに対してトランプは「米中貿易戦争は起きてない。愚かで無能な歴代のアメリカ政府が戦い、既に負けている」と述べ、財務長官のマヌーチンや商務長官のロス、通商製造業政策局局長のピーター・ナヴァロ、国家経済会議委員長のラリー・クドローなども貿易戦争の可能性を否定したことで下落した株式市場は一時持ち直した。しかし、5日に株価への影響も容認して中国側の報復に対してスーパー301条による1000億ドルの報復関税の是非を検討するようUSTRに指示して貿易摩擦の懸念が再燃するも、8日にトランプは中国側とは相互税で貿易障壁は撤廃されて知財問題でも合意に達するという見通しを述べて「中国の習主席と私は貿易摩擦で何が起きても常に友人だ」と表明し、10日にはトランプは習がボアオ・アジア・フォーラムで自動車関税の引き下げや輸入促進などを述べたことを称賛した。また、同時に中国による鉄鋼の過剰生産を問題視し、「日本の安倍首相や他の偉大な友人たちは『アメリカをうまく出し抜いてきた』とほくそ笑んでいる。そういった時代は終わりだ」と述べ、安全保障を理由とした輸入制限としては1982年のリビア産原油以来である鉄鋼・アルミニウムの輸入制限をアメリカ通商拡大法231条に基づいて中国を初めとするEU、日本,カナダ,インド,ロシア,メキシコなど世界各国への鉄鋼輸入制限を発動した。
2018年5月3日、訪中した財務長官のマヌーチン、通商代表のライトハイザー、商務長官のロス、国家経済会議委員長のクドロー、通商製造業政策局局長のナヴァロらアメリカ代表団と中国副首相の劉鶴は北京で米中貿易摩擦回避の通商協議を行った。作業部会の設立など一定の合意はあったものの、一部の問題で対立したとされる。17日からワシントンDCで第2回の通商協議が行われて中国の対米貿易黒字削減で合意したとする米中共同声明が発表され、劉は「貿易戦争回避で一致した」と述べてマヌ―チンも「貿易戦争を留保する」と表明し、トランプは「中国との公平な貿易だ、初めて障壁や関税は下がる」と述べた。また、トランプは習への個人的好意を理由としてZTEの制裁緩和を合意したと表明した。
2018年6月1日、訪米した金英哲との会談後、トランプは中止を撤回して米朝首脳会談を予定通りに行うと述べ、「中国の習主席はこの件に関して様々な支援を行ってたくさんの成果があった」と謝意を述べ、非核化後に北朝鮮を経済支援するのは「韓国がすべきであり、日本もだ。正直、中国が助けると思う」としてアメリカによる資金拠出は否定した。6月12日、トランプは史上初の米朝首脳会談後の記者会見で習に謝意を表明して「私の友人であり、素晴らしい人物、偉大な指導者」と称え、米朝間の非核化合意は中国に有益と述べ、中国も米韓合同軍事演習中止の決定を中国のロードマップに沿うとして支持した。また、トランプは朝鮮戦争休戦協定を平和条約にする際は「中国と、法的には問題があっても韓国も加われば素晴らしい」と呼びかけた。
2018年6月16日、トランプは「「習主席との友情や対中関係は非常に重要でも、アメリカとの長年の公平ではない貿易は放置できない」として当初の1300品目からテレビなどを除いて1102品目に減らしつつ中国製品820品目に関税を7月6日から課すと表明し、中国も4月のリストから航空機を外しつつ約500億ドル規模のアメリカ製品659品目に報復すると述べた。
2018年6月20日、商務長官のロスは日本製・ドイツ製・ベルギー製・スウェーデン製・中国製の一部品目を対象に鉄鋼の輸入制限では初の除外を発表した。
2018年7月6日、アメリカは中国から輸入される818品目に対して340億ドル規模の追加関税措置を発動。同日、中国も同規模の追加関税措置を発表して報復合戦となった。また、7月10日には、中国に対する2,000億ドル規模の追加措置の検討に入ったことを発表した。詳細は、米中貿易戦争の項を参照のこと。
2018年10月17日、アメリカは中国への優遇を理由に万国郵便連合からの脱退を表明し、中国はこれに反発した。
2019年4月29日、米中貿易摩擦の激化を受け、アメリカの中長期的な外交戦略を担う国務省の政策企画本部長であるキロン・スキナーは「米ソ冷戦時代、我々の戦いは謂わば西側の家族間の争いのようなものだった。しかし、今後アメリカは史上初めて白人（コーカサス人種、Caucasian）文明ではない中国文明との偉大なる対決に備えていく」として米中対立を文明衝突に位置付けることを表明した。

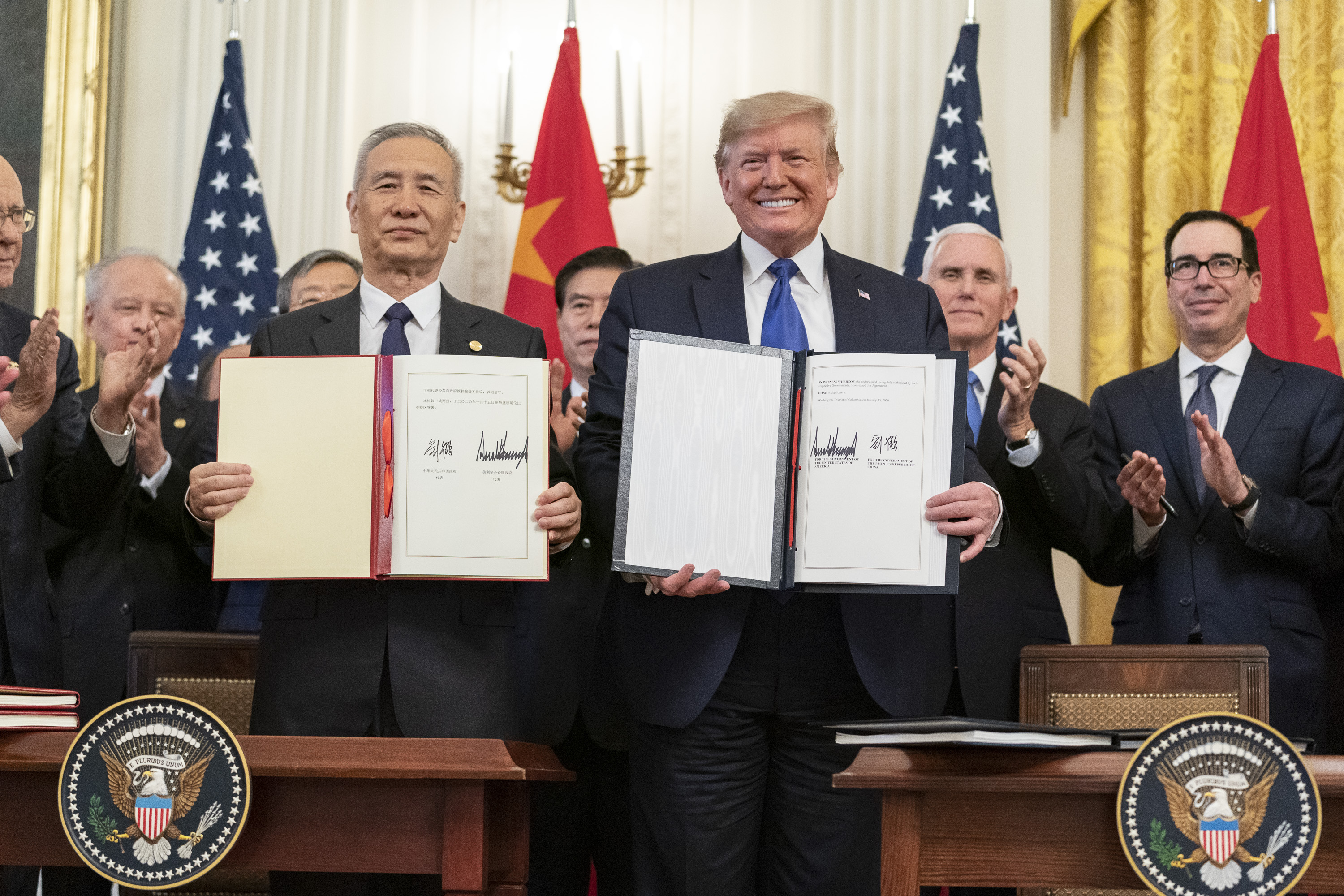
米中経済貿易協定の署名式（2020年1月15日）

2020年1月15日、米中経済貿易協定が米中両国で署名され、米中貿易戦争は休戦状態となった。

### 新型コロナウイルスの感染拡大
2019年に中国・湖北省の武漢で発生し、パンデミックを引き起こした新型コロナウイルス（COVID-19）に関連して、トランプは当初新型コロナ対策で中国と緊密に協力しているとして中国を力強く率いていると習近平を称賛し、ウイルスも「自然に消えてなくなる」と意図的に軽視していた。しかし、次第にアメリカ国内でも流行すると中国およびWHO（世界保健機関）への批判を強め、「中国ウイルス」「カンフルー」（中国のカンフーとインフルエンザを合わせた造語）とも形容するようになった。2020年4月7日、トランプはWHOが「中国中心主義」で、世界に不適切な提言を行っていると批判した。また、5月6日には真珠湾攻撃やアメリカ同時多発テロ事件を引き合いに、アメリカで感染拡大が深刻化する事態について「アメリカが経験した最悪の攻撃」とした上で「発生した場所で抑え込まれるべきだったが、そうはならなかった」と指摘し、暗に中国を批判した。
さらに、5月14日には中国の対応への失望を述べるとともに、現時点で習近平との対話は望んでいないとし、「われわれには多くの措置を講じることが可能だ。関係を完全に断ち切ることもできる」と述べ、中国との断交の可能性も示唆した。5月18日にはWHOを「中国の操り人形」だと批判し、アメリカからWHOへの拠出金の削減や打ち切りを検討していることを認めた。
新型コロナへの中国の対応に関しても改めて批判を加え、「武漢ウイルス」の用語をあえて使用して「中国がウイルスを隠蔽したせいで感染が世界に拡大し、アメリカでも10万人以上が死亡した」と訴えた。さらに関連してWHOについても「中国に牛耳られている」「アメリカの組織改革の要求に応えていない」と批判。年間4億5千万ドル規模とされるWHOに対するアメリカの拠出金を他の保健衛生関連の国際組織に振り向けると表明、WHOとの「関係を断絶する」と発表した。
記者会見後には、中国軍に連なる研究機関に所属する大学院生のアメリカへの入国を禁じる大統領布告に署名した。
同年8月9日、アメリカは新型コロナウイルスへの対応として厚生長官であるアレックス・アザーを台湾に派遣。同月10日、台湾を訪問しているアザーと総統の蔡英文が会談を実施した。同時期には、香港における国家安全維持法導入をめぐり米中双方で資産凍結の応酬があり（後述）、両にらみの展開となった。

### 国家安全維持法導入に関連した動き
5月29日のホワイトハウスでの記者会見では、中国の全国人民代表大会が香港に国家安全維持法を導入する「決定」を採択したことについて「中国は香港に約束していた『一国二制度』を『一国一制度』に変えた」と非難。「香港の自由の圧殺」に関与した中国や香港の政府当局者に対して制裁を科すと表明し、アメリカが香港に対し認めている優遇措置を見直す手続きに着手すると表明した。 対象については関税や査証（ビザ）発給など「ごく一部を除き全面的なものになる」としている。また、国務省の香港に対する渡航勧告を中国に対するものと同等とし、滞在中に「監視を受ける危険が増大する」との文言を明記するとした。
2020年8月7日、アメリカは香港政府トップである行政長官の林鄭月娥を初め、中国政府高官ら計11人のアメリカ国内の資産を凍結すると発表。同月10日、中国は対抗措置として上院議員のマルコ・ルビオ、テッド・クルーズ両氏らを含むアメリカ人11人に制裁を科した。中国外務省報道官の趙立堅は「中国は、香港に関連する問題でひどい振る舞いをした者に制裁を科すと決めた」とコメントした。

## バイデン政権
2021年1月に発足したバイデン政権下でも米中関係は悪化の一途辿っている。2021年3月に大統領のバイデンは米中関係を「21世紀における民主主義と専制主義の闘い」と定義した。同月新疆ウイグル自治区における人権問題をめぐってEUと共に、弾圧に関わっていると見られる中国政府当局者や同自治区当局者に対して制裁を発動。EUが中国に制裁を科したのは天安門事件以来のことだった。中国政府に対し、拘束したウイグル人などの解放、国連による現地調査を認めることを要求している。4月8日にはバイデン政権は中国でスーパーコンピューターを開発する7つの企業および国立研究団体について軍事転用に関与したとしてアメリカ製品の輸出を事実上禁止する制裁措置をとることを発表した。
2023年2月には、中国製と見られる偵察用気球がアメリカ本土上空に飛来し、アメリカ軍が撃墜する事件が発生（2023年中国気球事件）。バイデン政権は「中国人民解放軍の偵察気球の製造などに関与した」ことを理由に6つの中国の関連企業の会社・団体に「禁輸措置」を行うことを明らかにした。
2023年10月26日、アメリカインド太平洋軍司令部は、中国軍のJ-11戦闘機がアメリカ軍の戦略爆撃機B-52に急接近して危険な状況に陥っていたことを発表した。アメリカ国防総省は、これ以前にも中国軍機は東シナ海や南シナ海の国際空域で、アメリカ軍機に接近するなどの「威圧的で危険な」飛行を2022年以降、180件以上記録していると発表。不慮の衝突を招きかねないと警告した。

## 米中両国間における諸懸案

### 台湾問題
米中関係において台湾問題は大きな障壁となっている。中国はかつて台湾を実効支配したことはないが、台湾は中国の23番目の省であると主張し、武力を行使してでも併合するとたびたび脅迫してきた。アメリカは台湾海峡の軍事バランスを保たせる名目で台湾への武器供与を幾度となく行い、またそのためもあり、中国と違って多元論や民主主義を育成してきた台湾へ大きな共感を寄せている。冷戦期には台湾の自由民主化を画策して反共の砦として利用した。冷戦期3回にわたる台湾海峡危機で台湾有事は周辺国において重大な関心事となった。アメリカの中国への接近はこの地域における政治的及び軍事的な力の均衡の変化をもたらし、この可能性は歴史的に台北遷都以来台湾、中華民国の同盟国であった日本の懸念を増幅してきた。
台湾領内においても台湾人意識の高揚で独立運動が再燃、民主進歩党も結成された。1988年からの8年間は本省人の李登輝が政権を握り、2000年からの8年間は民進党の陳水扁が総統を務め、中台関係は益々深刻さを増していく。こうした台湾情勢の軟化は、国民党の馬英九政権が誕生するまで待たなければならない。
アメリカ政府の台湾問題に対する公式見解は、6つの保証と3つの共同声明に基づく台湾関係法に集約されている。アメリカ政府は両岸問題が双方の対話によって平和的に解決することを一貫して望んでいる。アメリカ政府は中国政府の「一つの中国」原則を承認、非公式な実務関係で台湾との交流を続けている。仲介組織としてアメリカ側は在台アメリカ協会を設置、台湾側は駐米台北経済文化代表所を設置している。また、アメリカ政府も台湾政府のAPEC・WTO・アジア開発銀行など国際機関での活動を大いに支持している。
台湾では現状を維持するという基本的なコンセンサスがあるが、李登輝のような独立論者らは長期的に中国は経済力や軍事力を増強するので台湾は即座に行動を起こし、独立を宣言しなければならないとの考えを表明している。もし台湾が独立を宣言し、中国が軍事介入するのならば、アメリカは台湾関係法に基づき介入すると思われるが、そのような独立宣言が行われるならばアメリカは窮地に立たされるであろう。かつて台湾が陳水扁政権時代に現状維持から独立へ向かって行動を起こそうとした際、アメリカは台湾に「四つのノー、一つのない」の方針に従って思いとどまるよう要請し、台湾側はこれを受け入れた。

### 経済問題
米中両国の貿易関係は1972年から1973年にかけて修復された。アメリカはこれまでに中国に対し巨額の直接投資を行い、製造業、ホテル、外食、石油化学など広範囲に渡る様々なプロジェクトを展開してきた。アメリカ企業は中国市場に参入するために2万以上もの合弁企業や合作企業、独資企業を設立することに合意した。アメリカの多国籍企業100社以上が中国で活動しており、そのうちのいくつかは投資を行っている。アメリカの累計対中投資は480億ドルに上る。2006年のアメリカの対中貿易赤字は3500億ドルに達し、これはアメリカの二国間貿易における貿易赤字としては最大のものである。米中貿易の総額は1992年の330億ドルから2004年には2300億ドルにまで達した。(Bunton). アメリカが対中貿易で赤字に陥った原因は以下のものが考えられる。
- アメリカ経済の強さ：製造業の最終組み立て作業を他のアジアの新興工業経済地域から中国にシフトした。中国は付加価値を加える長い工程の最終段階地になることが増えている。アメリカの貿易資料によると、最終工程地へ送られる製品の価値の中で、中国で付加される価値は過大評価されている。
- アメリカの労働集約型製品の需要が国内生産による供給を超過していること：中国はしばしば国有企業を保護する目的で、外国製品やサービスへに高い関税を課したり、商品を輸入する際に特別な許可を要求したり、法律や規制の矛盾した適用を行ったり、市場参入への見返りとして外資企業に技術の開示を要求したりするなどの不透明な貿易活動の制限を行っている。中国のWTOへの加盟はこうした問題を解決しなければならないことを意味している。
- 米ドルと比較して人民元が過小評価されていること[310]。

などが挙げられている。
2002年9月、米中両国はワシントンで合同経済委員会会議を行い、テロリストの財政、資金洗浄対策における関係強化、中国大陸での財政サービスに対する海外直接投資の予想、アメリカのマクロ経済開発への地域的依存などについて話し合った。中国経済の力強い成長の継続は地域経済発展の重要な原動力として機能し、中国は市場の再構築とグローバル経済の開放性の戦略を繰り返し述べている。
2002年9月、両国は経済問題や他の懸念材料についてハイレベルな対話を定期的を行うため、米中戦略経済対話を2006年より隔年で開催することで合意、これまでに5回開催され、直近では2008年12月に行われた。両国の代表団による開幕プレゼンでは両国において経済ナショナリズムが高まりつつあることが述べられた。
米中両国は国際政治問題の解決についてハイレベルな話し合いを行うために米中戦略対話も創設した。

### 人権・宗教問題
2003年、アメリカはその年には部分的に肯定的な兆候が見られ、中国が人権問題についてアメリカや他との約束に意欲を見せたものの、依然として深刻な後退があると宣言した。中国政府は原則的に人権保護の重要性を認めており、中国における人権状況を国際基準に合わせるため段階的な手段をとっていると主張している。これらの中には1997年10月の経済的、社会的及び文化的権利に関する国際規約への署名（批准は2001年）、1998年の市民的及び政治的権利に関する国際規約への署名（未批准）が含まれる。2002年、中国は膨大な人数の政治犯や宗教的な理由により収容された囚人を釈放し、国連の拷問や恣意的な拘束、宗教の専門家に協力することに合意した。しかし、世界中の人権団体はそれらの約束は実質的に意味が無く、その後も似たような罪状でより多くの人が拘束され続けていると主張している。それらの団体は中国が未だ基本的な体系を設立する変革の長い途上にあり、将来的には全ての中国国民の自由や人権が守られるとの見方を維持している。アメリカ国務省は世界の人権に関する年次報告（世界人権報告書）を公表しており、その中では中国における深刻な人権状況も報告されている。2008年、アメリカ国務省は中国政府の人権状況に関する報告について多くの批判がありながら、「最も深刻な人権侵害をしている国家」のリストから中国を削除した。2008年の報告書は3月11日に提出された。
アメリカからの非難に対抗するように、中国政府も1998年以降毎年中国の人権に関する白書を出版し、その地域における発展の詳細を明らかにしている。2008年の報告書はアメリカ国務省の2日後に提出された。
2005年10月19日以来、中国政府は民主主義の進展に関する白書も刊行している。2007年11月、中国政府は共産党や他の政党の役割について述べた白書を出版した。

### 中国の軍事費の機密問題
ブルーチームのような多くのアメリカの人々によって中国の軍事費機密化は脅威であると言及されてきた。中国軍への軍事予算は近年加速度的な増額を遂げている。アメリカの独立系アナリストらは中国が実際の軍事費を隠していると確信している。中国政府によると、2007年中国は防衛のために米ドルにして450億ドルの予算を費やした。その一方で、2008年のアメリカの軍事費は6230億ドルであり、他の世界の全ての国々と共同で米ドルにして1230億ドル以上が使われた。しかし、アメリカの専門家の試算では中国の軍事費は米ドルにして約850億ドルから1250億ドルの間であると見積もられている。政府内の人物によれば、中国は2007年防衛のため1日当たり1億2300万ドルを使ったとされる。これに対しアメリカは1日当たり17億ドル使った。
中国の軍事費隠蔽に対する懸念は中国がアメリカまたは近隣諸国に対して軍事的挑戦を試みているとするアメリカ側の憂慮によるものである。中国は南シナ海近辺に海軍基地を開発中であり、中国軍の資源を海軍と空軍及びミサイル開発に転換しつつある。しかし、GDP比で見るとアメリカの軍事費の方が中国より依然高い水準にあることも事実である。